# PowerVR
PowerVR — підрозділ Imagination Technologies (раніше VideoLogic), що займається розробкою графічних прискорювачів, а також відповідного програмного забезпечення. Їхні прискорювачі можуть працювати з 2D та 3D-графікою, кодування, декодування відео а також із завданнями, пов'язаними з обробкою зображень, включаючи прискорення DirectX, OpenGL ES, OpenVG та OpenCL. PowerVR також розробляє прискорювачі штучного інтелекту під назвою Neural Network Accelerator (NNA).
Наприкінці 1990-х років 3D-прискорювачі PowerVR змагалися з розробками 3dfx на ринку настільних комп'ютерів та ігрових консолях, але обидва компанії були змушені залишити цей ринок через розвиток технологій DirectX та OpenGL, а також через значний успіх ATI і Nvidia, які краще підтримували ці технології. Після цього розвиток PowerVR сконцентрувалися на область різних мобільних та побутових пристроїв, таких як комунікатори, смартфони та Smart TV.
PowerVR сама не виробляє відеоприскорювачі, але їхні проєкти мікросхем і патенти ліцензуються іншим компаніям, таким як, такі як Apple, Freescale, Intel, Renesas, Samsung, Texas Instruments, NXP Semiconductors (колишній Philips Semiconductors) та інші.

## Технологія
Чипи PowerVR використовують метод 3D-рендерингу, відомий як відкладений рендеринг на основі тайлів (часто скорочується як TBDR - Tile Based Deferred Rendering). Як тільки програма, що генерує полігони, передає трикутники драйверу PowerVR, він зберігає їх у пам'яті у вигляді безперервної смуги або разом з індексами вершин. На відміну від інших архітектур, рендеринг полігонів (як правило) не виконується, доки інформація про всі полігони не буде зібрана для поточного кадру. Крім того, операції текстурування та затінення пікселів (або їх фрагментів), що вимагають великих ресурсів, відкладаються, поки не буде визначено видимий піксель — отже, рендеринг відкладений.
Для того щоб це зробити, дисплей розділений на прямокутні секції в сітці. Кожен розділ відомий як тайл. Кожен тайл - список трикутників, які помітно перекриваються. Для отримання остаточного зображення тайли обробляються по черзі.
Тайл відображається за допомогою процесу, подібного до рейкастингу. Промені трасуються на трикутники, пов'язані з тайлом, після чого піксель формується з трикутника, розташованого найближче до камери. Обладнання PowerVR зазвичай за 1 цикл обчислює значення буфера глибини, пов'язані з кожним полігоном, для одного рядка тайла.
Цей метод має ту перевагу, що, на відміну від традиційнішої Z-буферизації в конвеєрі рендерингу, відсутні розрахунки. Необхідно внести, щоб визначити, як полігон виглядає в районі, де він заслонений іншими геометріями. Він також дозволяє правильно передати часткову прозорість полігонів незалежно від їх порядку. (Ця можливість була реалізована тільки в Series 2 і MBX варіанті. Вони, як правило, не включені через відсутність підтримки API та економічні причини). Що ще важливіше, так як рендеринг обмежується одним тайлом за раз, то весь тайл може перебувати у швидкій пам'яті OnChip, яка очищається у відеопам'яті перед обробкою наступного тайлу. За нормальних умов кожен тайл обробляється один раз за кадр.
Imagination Technologies є єдиною компанією, що успішно випустила TBDR-рішення на ринок. Microsoft теж внесла концептуальну ідею із занедбаним проєктом Talisman. Gigapixel, компанія, яка розробила IP для тайла на основі відкладеної 3D-графіки, була куплена 3dfx, яка, у свою чергу, згодом була придбана Nvidia. Nvidia використовує рендеринг тайлу в мікроархітектурах Maxwell і Pascal для обмеженої кількості геометрії.
Після придбання Falanx, ARM розпочала розробку іншої великої архітектури на основі тайлів, відому як Mali.
Intel використовує подібну концепцію у своїх інтегрованих графічних рішеннях. Тим не менш, придуманий ними метод зони рендерингу не виконує повного прихованого визначення поверхні (HSR) і відкладеного текстурування, таким чином витрата ресурсів на заповнення текстур і смуг пропускання на пікселі, не видно в остаточному зображенні. Останні досягнення в ієрархічній Z-буферизації, фактично враховані ідеї раніше використовувані тільки у відкладеному рендерингу, включаючи здатність розділити сцену на тайл та потенційну можливість приймати або відхиляти розмір шматків полігону.
Програмне забезпечення та апаратні засоби PowerVR підтримують: кодування відео, декодування відео, пов'язаного обробці зображень та прискорення DirectX, OpenGL ES, OpenVG і OpenCL. Новітні графічні процесори PowerVR Wizard мають апаратне забезпечення модуля трасування променів (RTU) з фіксованою функцією та підтримують гібридний рендеринг.

## Продукти Power VR

### Series1 (NEC)

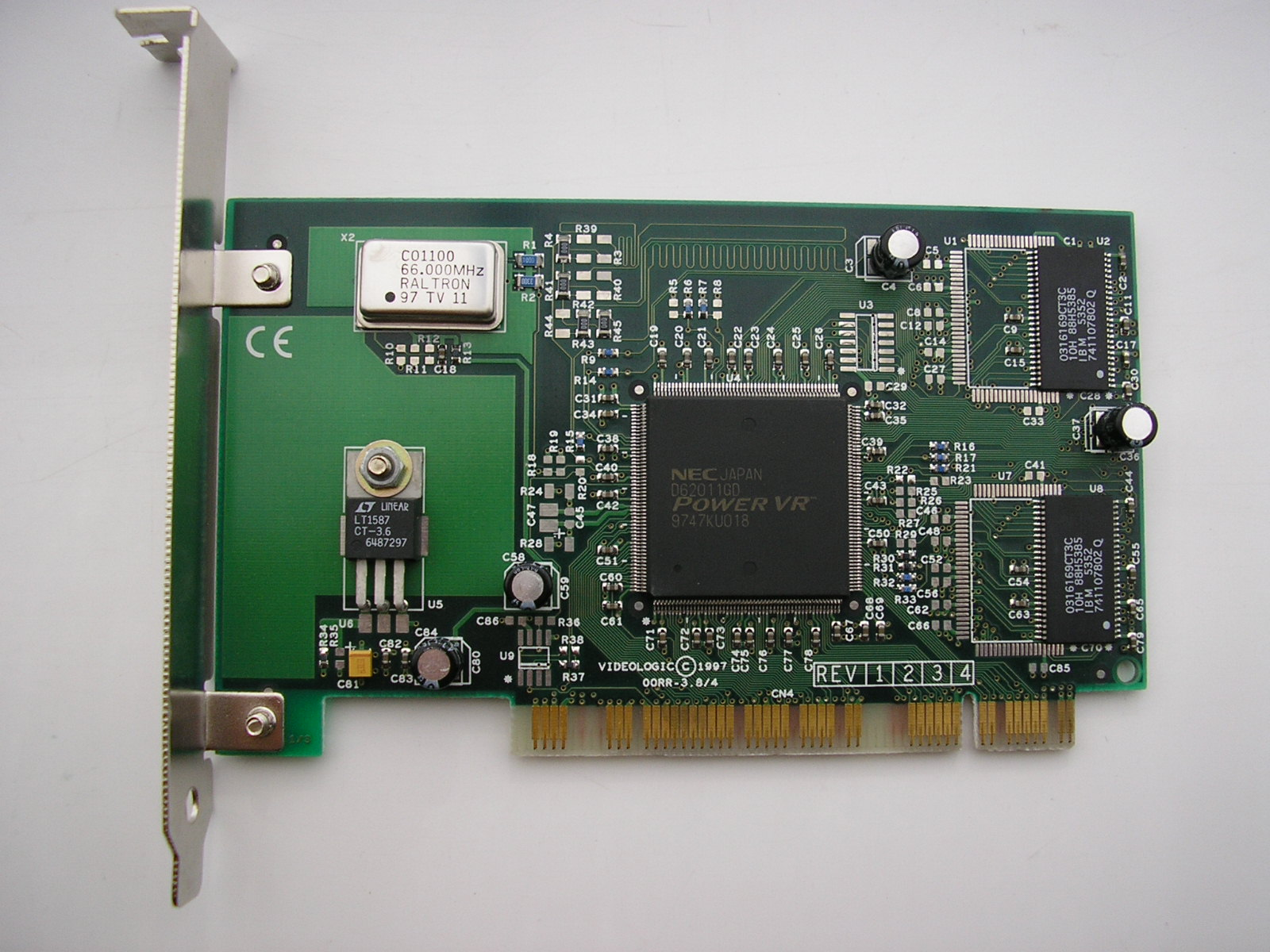
VideoLogic Apocalypse 3Dx (Чип NEC PowerVR PCX2)

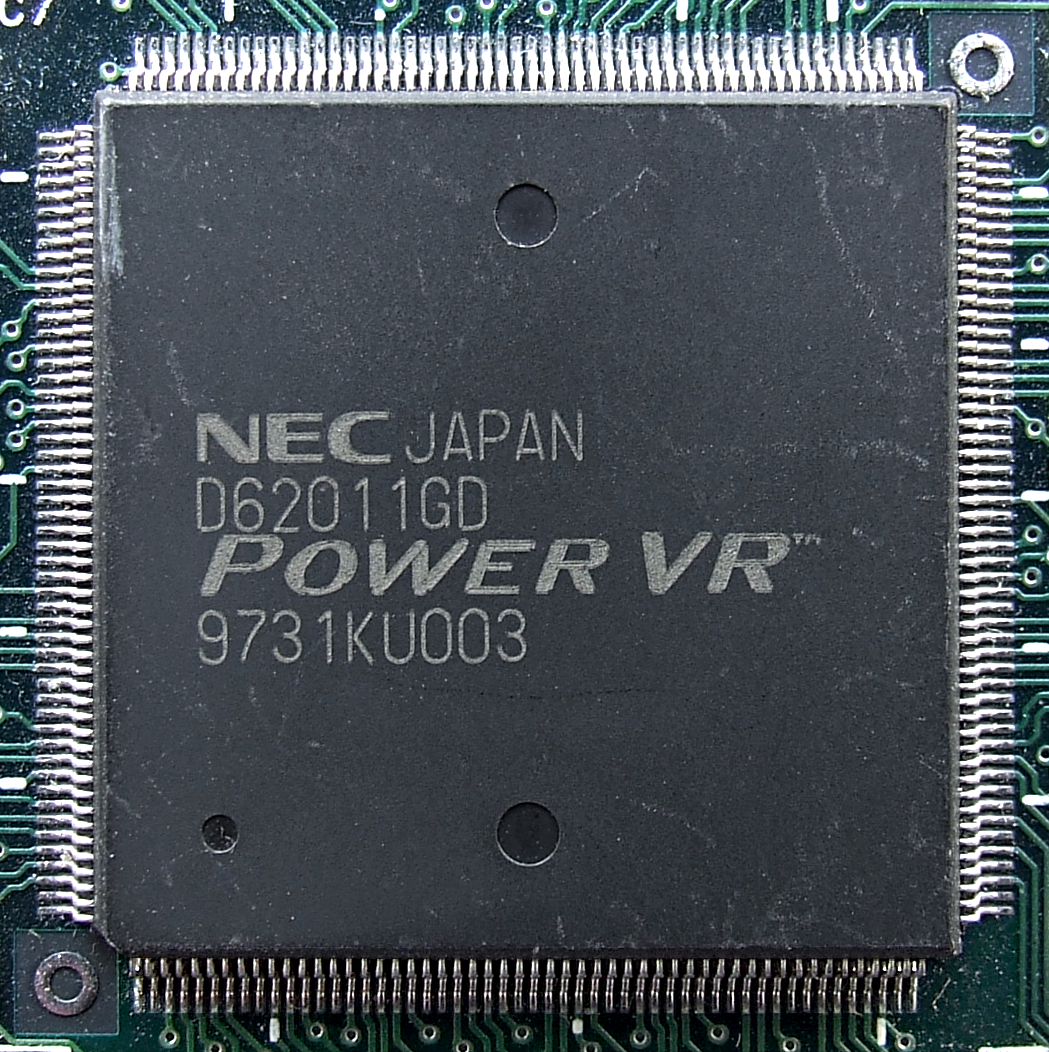
NEC D62011GD (PowerVR PCX2)

Перша серія карт PowerVR була в основному розроблена як плати прискорювача лише для 3D, які використовували б пам'ять основної 2D відеокарти як буфер кадру через PCI. Першим продуктом PowerVR для ПК від Videologic PowerVR був 3-чиповий Midas3, доступність якого була дуже обмежена в деяких OEM комп’ютерах Compaq.. Ця карта мала дуже погану сумісність з усіма відеоіграми, крім перших Direct3D ігор, і навіть більшість ігор SGL не запускалися. Однак його внутрішня 24-бітна точна передача кольору була помітною для того часу. 
Одночиповий PCX1 був випущений в роздрібну торгівлю як VideoLogic Apocalypse 3D і мав покращену архітектуру з більшою текстурною пам'яттю, що забезпечує кращу сумісність ігор. За ним вийшов подальший удосконалений PCX2, який працював на 6 МГц вище, вивантажив частину роботи драйвера, включивши більше функцій мікросхеми і додавши білінійну фільтрацію, був випущений в роздрібну торгівлю на картах Matrox M3D і Videologic Apocalypse 3Dx. Також був Videologic Apocalypse 5D Sonic, який поєднав прискорювач PCX2 з ядром Tseng ET6100 2D і звуком ESS Agogo на одній платі PCI.
Карти PowerVR PCX були представлені на ринку як бюджетні продукти і добре працювали в іграх свого часу, але вони не були настільки повнофункціональними, як прискорювачі 3dfx Voodoo (наприклад, через недоступність деяких режимів складання). Однак підхід PowerVR до відтворення в пам’яті 2D-карти означав, що теоретично можливі набагато вищі роздільні здатності 3D-рендерингу, особливо в іграх PowerSGL, які повністю використовували апаратне забезпечення карти.
- Усі моделі підтримують DirectX 3.0 і PowerSGL, драйвери MiniGL, доступні для деяких ігор

| Модель | Дата випуску | Техпроцес (нм) | Пам'ять (МіБ) | Частота ядра (МГц) | Частота пам'яті (МГц) | Конфігурація ядра1 | Швидкість заповнення | Швидкість заповнення | Швидкість заповнення | Швидкість заповнення | Пам'ять                    | Пам'ять  | Пам'ять           |
| Модель | Дата випуску | Техпроцес (нм) | Пам'ять (МіБ) | Частота ядра (МГц) | Частота пам'яті (МГц) | Конфігурація ядра1 | МОперацій/с          | МПікселів/с          | МТекселів/с          | МПолігоніів/с        | Пропускна здатність (ГБ/с) | Тип шини | Ширина шини (біт) |
| ------ | ------------ | -------------- | ------------- | ------------------ | --------------------- | ------------------ | -------------------- | -------------------- | -------------------- | -------------------- | -------------------------- | -------- | ----------------- |
| Midas3 | 1996         | ?              | 2             | 66                 | 66                    | 1:1                | 66                   | 66                   | 66                   | 0                    | 0.242                      | SDR+FPM2 | 32+162            |
| PCX1   | 1996         | 500            | 4             | 60                 | 60                    | 1:1                | 60                   | 60                   | 60                   | 0                    | 0.48                       | SDR      | 64                |
| PCX2   | 1997         | 350            | 4             | 66                 | 66                    | 1:1                | 66                   | 66                   | 66                   | 0                    | 0.528                      | SDR      | 64                |

- 1 Текстурні блоки : Блоки растеризації
- 2 Midas3 є 3-чиповим (порівняно з одночиповою серією PCX) і використовує архітектуру розділеної пам'яті: 1 МБ 32-біт SDRAM (240 МБ/с пікової пропускної здатності)для текстур і 1 МБ 16-розрядної FPM DRAM для геометричних данних (і, ймовірно, для зв’язку PCI). Серія PCX має лише текстурну пам'ять.

### Series2 (NEC)
Друге покоління PowerVR2 («PowerVR Series 2», чип з кодовою назвою «CLX2»), був присутній на ринку в консолі Dreamcast у період між 1998 та 2001 роками. В рамках внутрішньої конкуренції в Sega при розробці наступника Saturn PowerVR2 отримала ліцензію від NEC і виявилася попереду суперника, заснованого на 3dfx Voodoo 2. Під час розробки він називався «the Highlander Project». PowerVR2 був у парі з процесором Hitachi SH-4 у Dreamcast, де SH-4 обробляв геометричний рушій T&L а PowerVR2 обробляв візуалізацію. PowerVR2 також працював у Sega Naomi, модернізований системній платі аркадних ігрових автоматів, аналог Dreamcast.  
Тим не менш, успіх Dreamcast означав, що ПК-варіант, який продавався як Neon 250, з'явиться на ринку через рік і на той час у кращому випадку знаходився в середньому класі. Проте, Neon 250 був конкурентоспроможним з RIVA TNT2 і Voodoo3. Neon 250 має слабші апаратні характеристики в порівнянні з тією частиною PowerVR2, яка використовується в Dreamcast, наприклад, зменшений вдвічі розмір тайлу, серед іншого. 
- Усі моделі виготовлені за технологією 250 нм
- Усі моделі підтримують DirectX 6.0
- PMX1 підтримує PowerSGL 2 і містить драйвер MiniGL, оптимізований для Quake III Arena

| Модель | Дата випуску | Пам'ять (МіБ) | Частота ядра (МГц) | Частота пам'яті (МГц) | Конфігурація ядра1 | Швидкість заповнення | Швидкість заповнення | Швидкість заповнення | Швидкість заповнення | Пам'ять                    | Пам'ять  | Пам'ять           |
| Модель | Дата випуску | Пам'ять (МіБ) | Частота ядра (МГц) | Частота пам'яті (МГц) | Конфігурація ядра1 | МОперацій/с          | МПікселів/с          | МТекселів/с          | МПолігоніів/с        | Пропускна здатність (ГБ/с) | Тип шини | Ширина шини (біт) |
| ------ | ------------ | ------------- | ------------------ | --------------------- | ------------------ | -------------------- | -------------------- | -------------------- | -------------------- | -------------------------- | -------- | ----------------- |
| CLX2   | 1998         | 8             | 100                | 100                   | 1:1                | 3200                 | 3200 2 100 3         | 3200 2 100 3         | 7 4                  | 0.8                        | SDR      | 64                |
| PMX1   | 1999         | 32            | 125                | 125                   | 1:1                | 125                  | 125                  | 125                  | 0                    | 1                          | SDR      | 64                |

- 1 Текстурні блоки : Блоки растеризації
- 2 Коефіцієнт заповнення для непрозорих полігонів.
- 3 Швидкість заповнення для напівпрозорих полігонів з апаратною товщиною сортування 60
- 4 Hitachi SH-4 обчислює геометричний рушій T&L для понад 10 мільйонів трикутників за секунду. Пропускна здатність механізму рендеринга CLX2 становить 7 мільйонів трикутників на секунду.

### Series3 (STMicro)

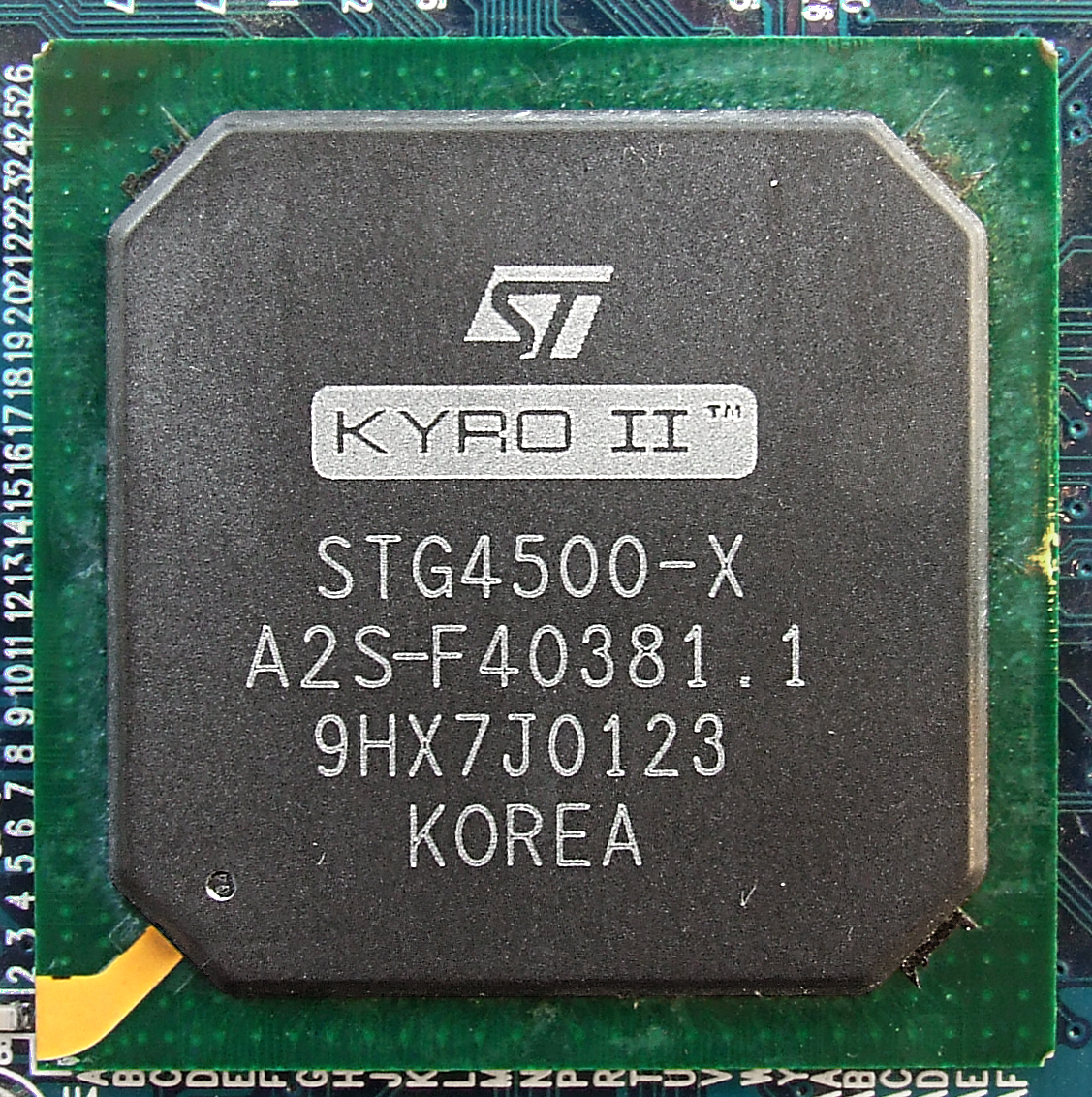
Kyro II

У 2001 році було випущено третє покоління PowerVR3 STG4000 KYRO, вироблене новим партнером STMicroelectronics. Архітектура була перероблена для кращої сумісності з іграми та розширена до конструкції з подвійним конвеєром для підвищення продуктивності. Оновлений STM PowerVR3 KYRO II, випущений пізніше того ж року, ймовірно, мав подовжений конвеєр для досягнення більш високої тактової частоти був в змозі конкурувати з дорожчими ATI Radeon DDR та NVIDIA GeForce 2 GTS показував високі показники у графічних тестах того часу, незважаючи на скромніші характеристики та відсутність апаратної трансформації та освітлення (T&L), цей факт, Nvidia використала в конфіденційному документі, який вони розіслали рецензентам, задля популяризації GeForce 2. В іграх все більшою мірою оптимізували під апаратне T&L, і тому KYRO II втратила свою перевагу у продуктивності.
Серія KYRO мала пристойний набір функцій для бюджетно-орієнтованого графічного процесора свого часу, включаючи кілька функцій, сумісних з Direct3D 8.1, таких як 8-шарове мультитекстурування (не 8-прохідне) і Environment Mapped Bump Mapping (EMBM); Також були присутні Full Scene Anti-Aliasing (FSAA) і трилінійна/анізотропна фільтрація. KYRO II також міг виконувати Dot Product (Dot3) Bump Mapping з такою ж швидкістю, як GeForce 2 GTS у тестах. Упущення включало апаратну T&L (додаткова функція в Direct3D 7), Cube Environment Mapping та підтримку застарілої 8-бітової палітри текстур. Хоча чип підтримував стиснення текстур S3TC/DXTC, підтримувався лише (найпоширеніший) формат DXT1. Підтримка власного API PowerSGL також була припинена з цією серією.
Якість 16-розрядного виводу була чудовою в порівнянні з більшістю своїх конкурентів, завдяки відтворенню внутрішнього 32-бітного кешу тайлу і зниженню дискретизації до 16-розрядного замість прямого використання 16-бітного кадрового буфера. Це могло б зіграти роль у покращенні продуктивності без втрати якості зображення, оскільки пропускна здатність пам’яті була недостатньою. Однак через свою унікальну концепцію на ринку, архітектура іноді могла виявляти недоліки, такі як відсутня геометрія в іграх, і тому драйвер мав значну кількість налаштувань сумісності, таких як вимкнення внутрішнього Z-буфера.
Друге оновлення KYRO було заплановано на 2002 рік, STG4800 KYRO II SE. Зразки цієї картки були надіслані рецензентам, але, схоже, вона не була представлена на ринку. Окрім збільшення тактової частоти, це оновлення було анонсоване разом із емуляцією програмного забезпечення «EnT&L» HW T&L, яка врешті-решт потрапила до драйверів для попередніх карт KYRO, починаючи з версії 2.0. STG5500 KYRO III, заснований на наступному поколінні PowerVR4, був завершений і включав би апаратний T&L, але був відкладений через закриття свого графічного підрозділу STMicro.

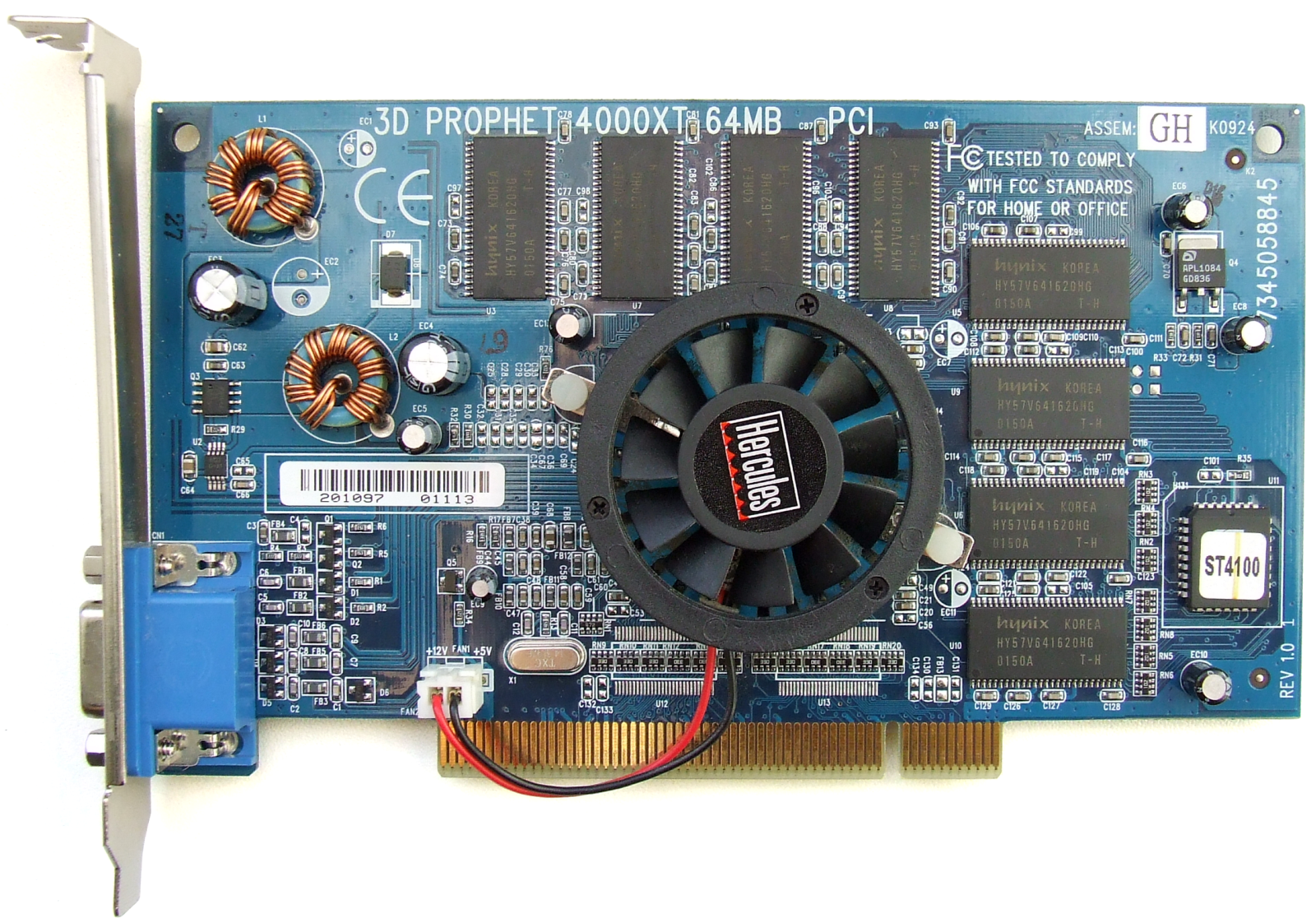
Hercules 3D Prophet 4000XT 64МБ PCI з чипом KYRO.
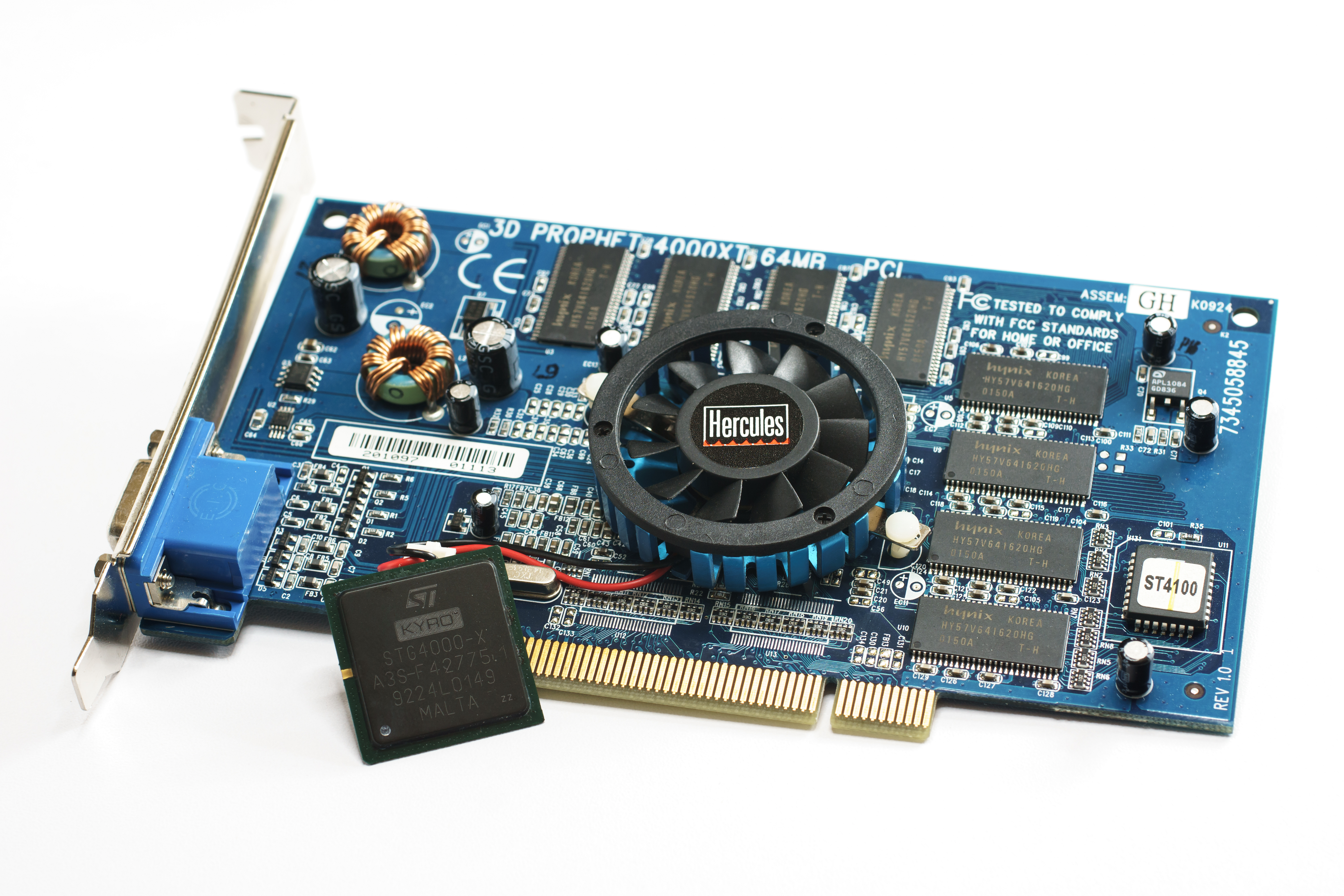
Hercules 3D Prophet 4000XT, і з боку чип Kyro
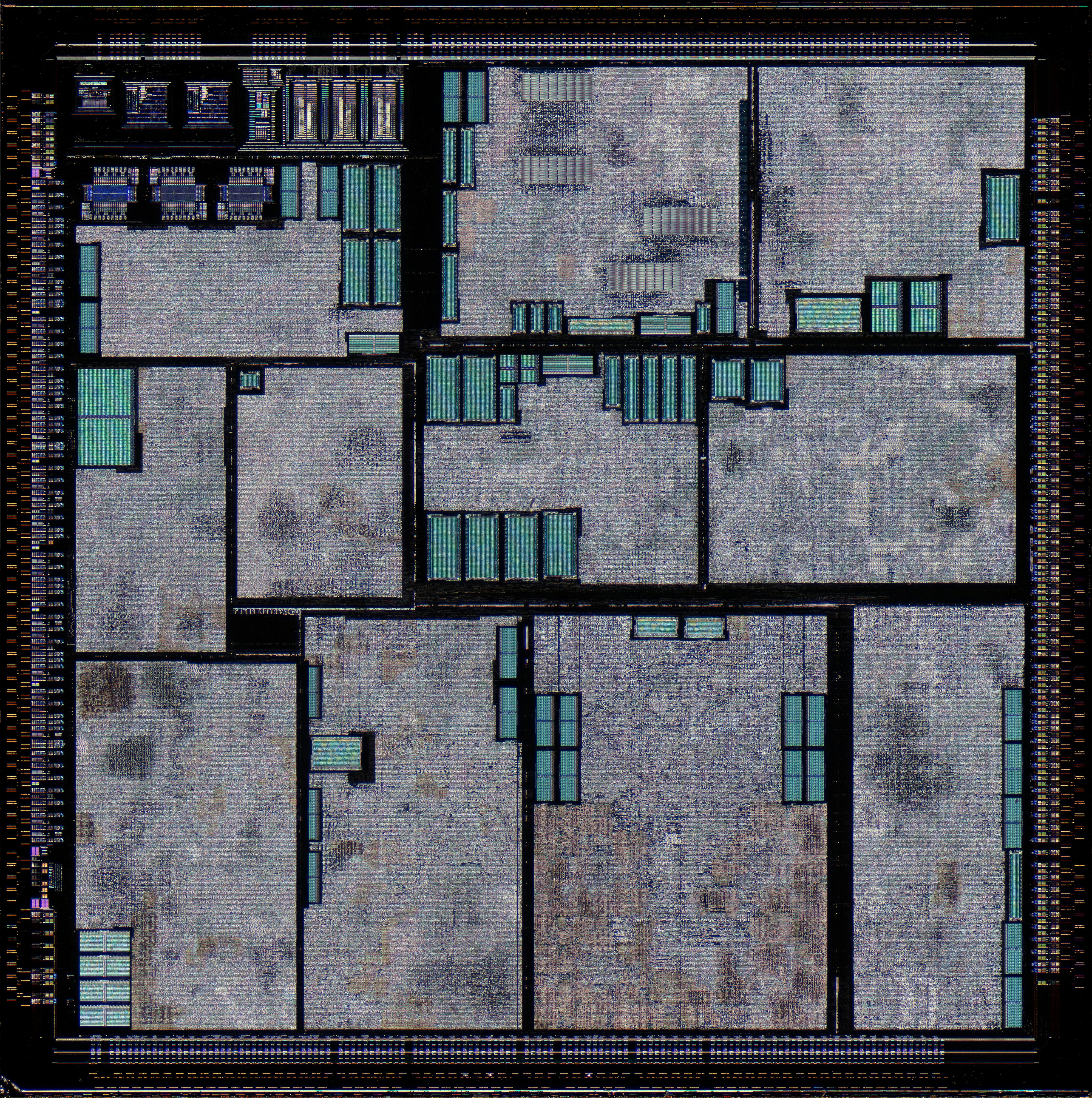
Знімок середини чипа Kyro
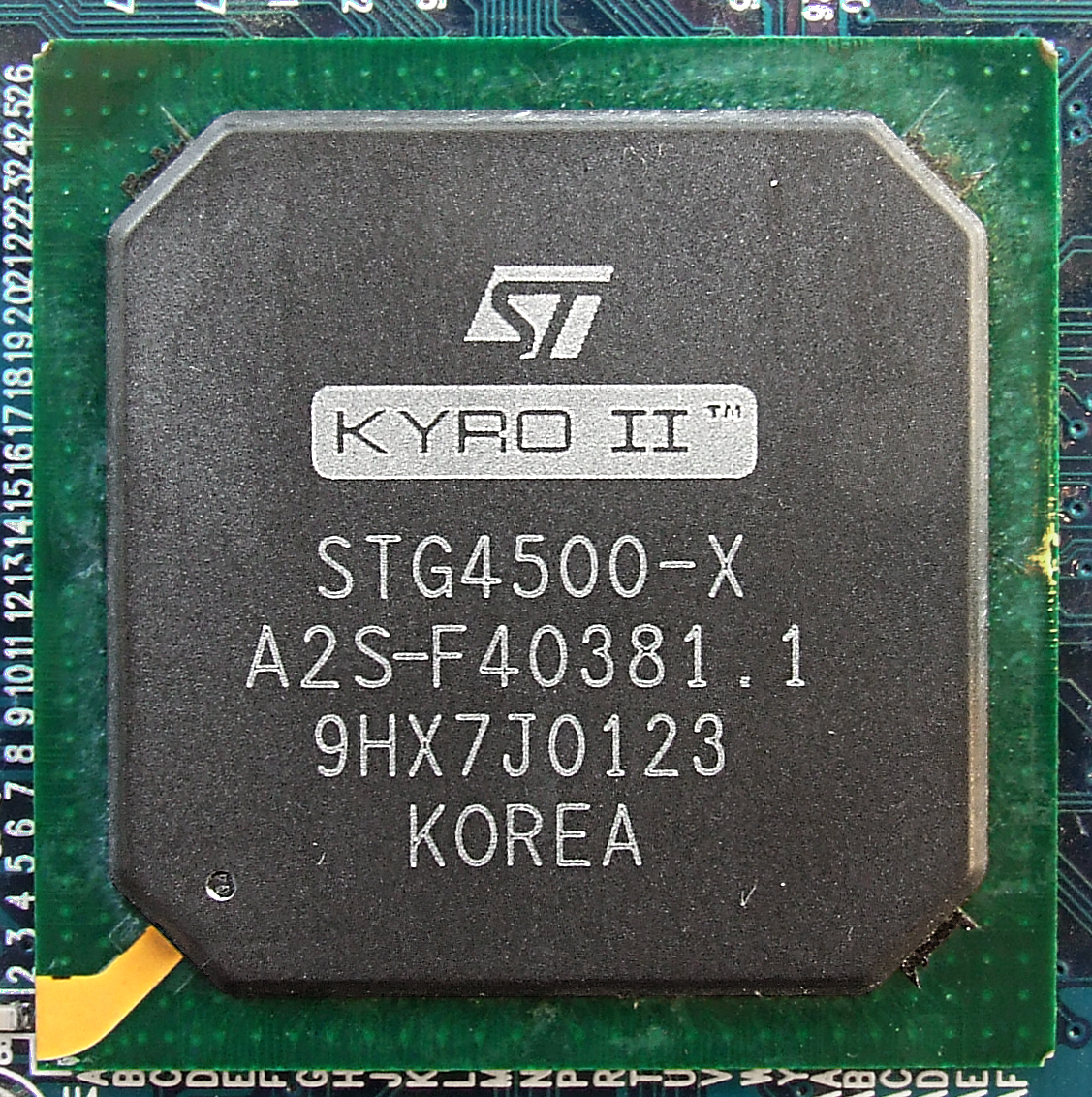
KYRO II.
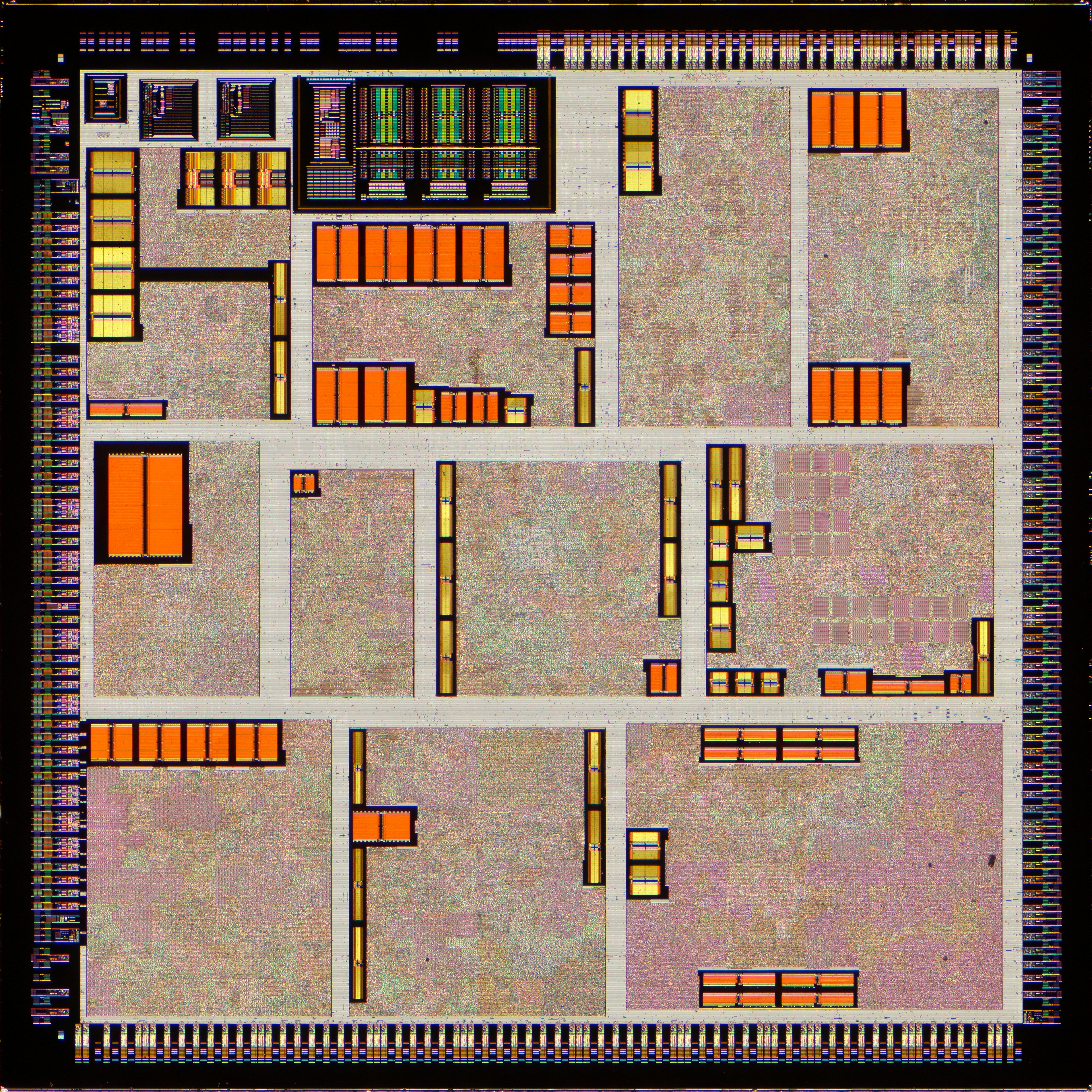
Знімок середини чипа Kyro II

- Усі моделі підтримують DirectX 6.0

| Модель             | Дата випуску | Техпроцес (нм) | Пам'ять (МіБ) | Частота ядра (МГц) | Частота пам'яті (МГц) | Конфігурація ядра1 | Швидкість заповнення | Швидкість заповнення | Швидкість заповнення | Швидкість заповнення | Пам'ять                    | Пам'ять  | Пам'ять           |
| Модель             | Дата випуску | Техпроцес (нм) | Пам'ять (МіБ) | Частота ядра (МГц) | Частота пам'яті (МГц) | Конфігурація ядра1 | МОперацій/с          | МПікселів/с          | МТекселів/с          | МПолігоніів/с        | Пропускна здатність (ГБ/с) | Тип шини | Ширина шини (біт) |
| ------------------ | ------------ | -------------- | ------------- | ------------------ | --------------------- | ------------------ | -------------------- | -------------------- | -------------------- | -------------------- | -------------------------- | -------- | ----------------- |
| STG4000 KYRO       | 2001         | 250            | 32/64         | 115                | 115                   | 2:2                | 230                  | 230                  | 230                  | 0                    | 1.84                       | SDR      | 128               |
| STG4500 KYRO II    | 2001         | 180            | 32/64         | 175                | 175                   | 2:2                | 350                  | 350                  | 350                  | 0                    | 2.8                        | SDR      | 128               |
| STG4800 KYRO II SE | 2002         | 180            | 64            | 200                | 200                   | 2:2                | 400                  | 400                  | 400                  | 0                    | 3.2                        | SDR      | 128               |
| STG5500 KYRO III   | Не вийшов    | 130            | 64            | 250                | 250                   | 4:4                | 1000                 | 1000                 | 1000                 | 0                    | 8                          | DDR      | 128               |

- 1 Текстурні блоки : Блоки растеризації

### Series4 MBX (STMicro)
PowerVR досягла великих успіхів на ринку мобільної графіки з низьким енергоспоживанням за допомогою PowerVR MBX. MBX, та його наступники SGX ліцензовані сім'ю з десяти провідних виробників напівпровідників у тому числі Intel, Texas Instruments, Samsung, NEC, NXP Semiconductors Freescale, Renesas та Sunplus. Чипи використовувалися у багатьох мобільних телефонах колись високого класу, включаючи оригінальні iPhone і iPod Touch, Nokia N95, Sony Ericsson P1 і Motorola RIZR Z8. Він також використовувався в деяких КПК, таких як Dell Axim X50V і X51V з MBX Lite Intel 2700G, а також у приставках із процесором Intel CE 2110 на базі MBX Lite.
Є два варіанти: MBX та MBX Lite. Обидва мають однаковий набір функцій. MBX оптимізовано для швидкості, а MBX Lite – для низького споживання енергії. MBX може працювати в парі з FPU, Lite FPU, VGP Lite та VGP.
| Модель   | Дата випуску | Площа ядра (мм2) | Конфігурація ядра | Швидкість заповнення (@ 200 МГц) | Швидкість заповнення (@ 200 МГц) | Ширина шини (біт) | API (версія) | API (версія) |
| Модель   | Дата випуску | Площа ядра (мм2) | Конфігурація ядра | МТрикутників/с                   | МПікселів/с                      | Ширина шини (біт) | DirectX      | OpenGL       |
| -------- | ------------ | ---------------- | ----------------- | -------------------------------- | -------------------------------- | ----------------- | ------------ | ------------ |
| MBX Lite | Лютий 2001   | 4@130 нм?        | 0/1/1/1           | 1.0                              | 100                              | 64                | 7.0, VS 1.1  | 1.1          |
| MBX      | Лютий 2001   | 8@130 нм?        | 0/1/1/1           | 1.68                             | 150                              | 64                | 7.0, VS 1.1  | 1.1          |

### PowerVR Video Cores (MVED/VXD) і Video/Display Cores (PDP)
PowerVR PDP серії використовується в деяких HDTV, у тому числі і Sony BRAVIA.

### Series5 (SGX)
PowerVR's Series5 SGX з функціями апаратних піксельних, вершинних та геометричних шейдерів, що підтримують OpenGL ES 2.0 та DirectX 10.1 з Shader Model 4.1.
SGX ГПУ ядро включено в декілька популярних систем на чипі (SoC) використовуються в багатьох портативних пристроях. Apple використовує A4 (виробництво Samsung) в iPhone 4, iPad, iPod Touch та Apple TV. Texas Instruments OMAP 3 і 4 серією SoC, використовуються в Amazon's Kindle Fire HD 8.9", Barnes and Noble's Nook HD(+), BlackBerry PlayBook, Nokia N9, Nokia N900, Sony Ericsson Vivaz, Motorola Droid/Milestone, Motorola Defy, Droid Bionic, Archos 70, Palm Pre, Samsung Galaxy SL, Galaxy Nexus, Open Pandora та інших. Samsung випускала SoC Hummingbird і використовувала його у своїх пристроях Samsung Galaxy S, Galaxy Tab, Samsung Wave Samsung Wave II і Samsung Wave III. Hummingbird також є в смартфоні Meizu M9.
Intel використовує SGX 540 у своїй платформі Medfield, а також SGX 545 у платформі Clover Trail.
| Модель | Дата випуску  | Площа ядра (мм2) | Конфігурація ядра | Швидкість заповнення (@ 200 МГц) | Швидкість заповнення (@ 200 МГц) | Ширина шини (біт) | API (версія) | API (версія) | API (версія) | GFLOPS(@ 200 МГц) | Frequency |
| Модель | Дата випуску  | Площа ядра (мм2) | Конфігурація ядра | МТрикутників/с                   | МПікселів/с                      | Ширина шини (біт) | OpenGL ES    | OpenGL       | Direct3D     | GFLOPS(@ 200 МГц) | Frequency |
| ------ | ------------- | ---------------- | ----------------- | -------------------------------- | -------------------------------- | ----------------- | ------------ | ------------ | ------------ | ----------------- | --------- |
| SGX520 | Липень 2005   | 2.6@65 нм        | 1/1               | 7                                | 100                              | 32-128            | 2.0          | Н/Д          | Н/Д          | 0.8               | 200       |
| SGX530 | Липень 2005   | 7.2@65 нм        | 2/1               | 14                               | 200                              | 32-128            | 2.0          | Н/Д          | Н/Д          | 1.6               | 200       |
| SGX531 | Жовтень 2006  | ?                | 2/1               | 14                               | 200                              | 32-128            | 2.0          | Н/Д          | Н/Д          | 1.6               | 200       |
| SGX535 | Листопад 2007 | ?                | 2/2               | 14                               | 400                              | 32-128            | 2.0          | 2.1          | 9.0c         | 1.6               | 200       |
| SGX540 | Листопад 2007 | ?                | 4/2               | 20                               | 400                              | 32-128            | 2.0          | 2.1          | Н/Д          | 3.2               | 200       |
| SGX545 | Січень 2010   | 12.5@65 нм       | 4/2               | 40                               | 400                              | 32-128            | 2.0          | 3.2          | 10.1         | 3.2               | 200       |

### Series5XT (SGX)
PowerVR Series5XT SGXMP – чипи з багатоядерним варіантами серії SGX з деякими оновленнями. Його включають у PlayStation Vita (портативний ігровий пристрій з PoweVR SGX543 MP4+). Модель PowerVR SGX543, має єдину передбачувану різницю, крім функцій, що вказують +, налаштованих для Sony – це ядра, де MP4 позначає 4 ядра (чотири ядра), тоді як MP8 позначає 8 ядер (восьмиядерні). Allwinner A31 (чотириядерний мобільний процесор) має двоядерний процесор SGX544 MP2. Apple iPad 2, iPhone 4S та iPad Mini на SoC A5 оснащені двоядерним графічним процесором SGX543MP2. iPad (3-го покоління) на SoC A5X SoC має чотириядерний процесор SGX543MP4. iPhone 5, iPhone 5c на SoC A6 має три ядра SGX543MP3. iPad (4-го покоління) на SoC A6X має чотириядерний графічний процесор SGX554MP4. Exynos - варіант Samsung Galaxy S4 і Meizu MX3 використовує швидкий триядерний графічний процесор SGX544MP3 з тактовою частотою 533 МГц.
Intel використовує SGX544MP2 у своїй платформі Clover Trail.
| Модель | Дата випуску | Кількість ядер | Площа ядра (мм2) | Конфігурація ядра | Швидкість заповнення | Швидкість заповнення | Швидкість заповнення | Ширина шини (біт) | HSA-особливості | API (версія) | API (версія) | API (версія) | API (версія) | GFLOPS(@ 200 МГц,на ядро) |
| Модель | Дата випуску | Кількість ядер | Площа ядра (мм2) | Конфігурація ядра | МПолігонів/с         | (ГП/с)               | (ГТ/с)               | Ширина шини (біт) | HSA-особливості | OpenGL ES    | OpenGL       | OpenCL       | Direct3D     | GFLOPS(@ 200 МГц,на ядро) |
| ------ | ------------ | -------------- | ---------------- | ----------------- | -------------------- | -------------------- | -------------------- | ----------------- | --------------- | ------------ | ------------ | ------------ | ------------ | ------------------------- |
| SGX543 | Січень 2009  | 1-16           | 5.4@32 нм        | 4/2               | 35                   | 3.2                  | ?                    | 128-256           | ?               | 2.0          | 2.0?         | 1.1          | 9.0 L1       | 6.4                       |
| SGX544 | Червень 2010 | 1-16           | 5.4@32 нм        | 4/2               | 35                   | 3.2                  | ?                    | 128-256           | ?               | 2.0          | 0.0          | 1.1          | 9.0 L3       | 6.4                       |
| SGX554 | Грудень 2010 | 1-16           | 8.7@32 нм        | 8/2               | 35                   | 3.2                  | ?                    | 128-256           | ?               | 2.0          | 2.1          | 1.1          | 9.0 L3       | 12.8                      |

### Series5XE (SGX)
Представлений у 2014 році, графічний процесор PowerVR GX5300 заснований на архітектурі SGX і є найменшим у світі графічним ядром з підтримкою Android. надає продукти з низьким енергоспоживанням для смартфонів початкового рівня, носимих пристроїв, інтернету речей та інших вбудованих програм малого розміру, включаючи корпоративні пристрої, такі як принтери.

### Series6 (Rogue)
Графічні процесори PowerVR Series6 засновані на архітектурі SGX яка еволюціювала під кодовою назвою Rogue. ST-Ericsson оголосила, що нова версія платформи Nova міститиме ГПУ наступного покоління Imagination Technologies, PowerVR Series6. MediaTek анонсувала чотириядерну систему на чіпі (SoC) MT8135 (два ядра ARM Cortex-A15 і два ядра ARM Cortex-A7) для планшетів. Renesas оголосила, що його R-Car H2 SoC включає G6400. Allwinner Technology A80 SoC (4 Cortex-A15 і 4 Cortex-A7), яка доступна в планшеті Onda V989, оснащена графічним процесором PowerVR G6230. У процесорі Apple A7 (на базі якого побудований зокрема Apple iPhone 5s, iPad Air та iPad Mini 2) використовується ГПУ PowerVR G6430 (що входить до серії Imagination PowerVR Series 6), який AnandTech вважає PowerVR G6430 у конфігурації з чотирма кластерами..
Графічні процесори PowerVR Series 6 мають 2 TMU на кластер.
Intel використовує PowerVR G6400 у своїй платформі Merrifield.
| Модель | Дата випуску  | Кластери | Площа ядра (мм2) | Конфігурація ядра | Доріжки SIMD | Швидкість заповнення | Швидкість заповнення | Швидкість заповнення | Ширина шини (біт) | HSA-особливості | API (версія) | API (версія) | API (версія) | API (версія) | API (версія) | GFLOPS (@ 600 МГц) FP32/FP16 |
| Модель | Дата випуску  | Кластери | Площа ядра (мм2) | Конфігурація ядра | Доріжки SIMD | МПолігонів/с         | (ГП/с)               | (ГТ/с)               | Ширина шини (біт) | HSA-особливості | Vulkan       | OpenGL ES    | OpenGL       | OpenCL       | Direct3D     | GFLOPS (@ 600 МГц) FP32/FP16 |
| ------ | ------------- | -------- | ---------------- | ----------------- | ------------ | -------------------- | -------------------- | -------------------- | ----------------- | --------------- | ------------ | ------------ | ------------ | ------------ | ------------ | ---------------------------- |
| G6100  | Лютий 2013    | 1        | ??@28 нм         | 1/4               | 16           | ?                    | 2.4                  | 2.4                  | 128               | ?               | 1.1          | 3.1          | 2.x          | 1.2          | 9.0 L3       | 38.4 / 57.6                  |
| G6200  | Січень 2012   | 2        | ??@28 нм         | 2/2               | 32           | ?                    | 2.4                  | 2.4                  | ?                 | ?               | 1.1          | 3.1          | 3.2          | 1.2          | 10.0         | 76.8 / 76.8                  |
| G6230  | Червень 2012  | 2        | ??@28 нм         | 2/2               | 32           | ?                    | 2.4                  | 2.4                  | ?                 | ?               | 1.1          | 3.1          | 3.2          | 1.2          | 10.0         | 76.8 / 115.2                 |
| G6400  | Січень 2012   | 4        | ??@28 нм         | 4/2               | 64           | ?                    | 4.8                  | 4.8                  | ?                 | ?               | 1.1          | 3.1          | 3.2          | 1.2          | 10.0         | 153.6/153.6                  |
| G6430  | Червень 2012  | 4        | ??@28 нм         | 4/2               | 64           | ?                    | 4.8                  | 4.8                  | ?                 | ?               | 1.1          | 3.1          | 3.2          | 1.2          | 10.0         | 153.6 / 230.4                |
| G6630  | Листопад 2012 | 6        | ??@28 нм         | 6/2               | 96           | ?                    | 7.2                  | 7.2                  | ?                 | ?               | 1.1          | 3.1          | 3.2          | 1.2          | 10.0         | 230.4 / 345.6                |

### Series6XE (Rogue)
Графічні процесори PowerVR Series6XE засновані на Series6 і розроблені як чипи початкового рівня, спрямовані на пристрої приблизно із такою ж швидкості заповнення порівняно з серією Series5XT. Однак вони мають оновлену підтримку API, наприклад Vulkan, OpenGL ES 3.1, OpenCL 1.2 і DirectX 9.3 (9.3 L3). Rockchip і Realtek використовували графічні процесори Series6XE у своїх SoC.
Графічні процесори PowerVR Series 6XE були анонсовані 6 січня 2014 року.
| Модель     | Дата випуску | Кластери | Площа ядра (мм2) | Конфігурація ядра | Доріжки SIMD | Швидкість заповнення | Швидкість заповнення | Швидкість заповнення | Ширина шини (біт) | HSA-особливості | API (версія) | API (версія) | API (версія) | API (версія) | API (версія) | GFLOPS(@ 600 МГц) |
| Модель     | Дата випуску | Кластери | Площа ядра (мм2) | Конфігурація ядра | Доріжки SIMD | МПолігонів/с         | (ГП/с)               | (ГТ/с)               | Ширина шини (біт) | HSA-особливості | Vulkan       | OpenGL ES    | OpenGL       | OpenCL       | Direct3D     | GFLOPS(@ 600 МГц) |
| ---------- | ------------ | -------- | ---------------- | ----------------- | ------------ | -------------------- | -------------------- | -------------------- | ----------------- | --------------- | ------------ | ------------ | ------------ | ------------ | ------------ | ----------------- |
| G6050      | Січень 2014  | 0.5      | ??@28 нм         | ?/?               | ?            | ?                    | ??                   | ?                    | ?                 | ?               | 1.1          | 3.1          | 3.2          | 1.2          | 9.0 L3       | ?? / ??           |
| G6060      | Січень 2014  | 0.5      | ??@28 нм         | ?/?               | ?            | ?                    | ??                   | ?                    | ?                 | ?               | 1.1          | 3.1          | 3.2          | 1.2          | 9.0 L3       | ?? / ??           |
| G6100 (XE) | Січень 2014  | 1        | ??@28 нм         | ?/?               | ?            | ?                    | ??                   | ?                    | ?                 | ?               | 1.1          | 3.1          | 3.2          | 1.2          | 9.0 L3       | 38.4              |
| G6110      | Січень 2014  | 1        | ??@28 нм         | ?/?               | ?            | ?                    | ??                   | ?                    | ?                 | ?               | 1.1          | 3.1          | 3.2          | 1.2          | 9.0 L3       | 38.4              |

### Series6XT (Rogue)
Графічні процесори PowerVR Series6XT спрямовані на подальше зниження енергоспоживання за рахунок площі кластера та оптимізації продуктивності, що забезпечує збільшення продуктивності до 50% порівняно з графічними процесорами Series6. Ці чипи мають оптимізацію на системному рівні PVR3C з потрійним стисненням і Ultra HD насичений колір. Цей продукт став відповіддю на висококласну графіку NVIDIA Tegra K1 із архітектурою Kepler.. Apple iPhone 6, iPhone 6 Plus та iPod Touch (6‑го покоління) з SoC A8 оснащені чотириядерним процесором GX6450. Не анонсований варіант із 8 кластерами використовувався в SoC Apple A8X для моделі iPad Air 2 (випущеної в 2014 році). SoC MediaTek MT8173 і Renesas R-Car H3 використовують графічні процесори Series6XT.
Графічні процесори PowerVR Series 6XT були представлені 6 січня 2014 року.
| Модель  | Дата випуску   | Кластери | Площа ядра (мм2) | Конфігурація ядра | Доріжки SIMD | Швидкість заповнення | Швидкість заповнення | Швидкість заповнення | Ширина шини (біт) | HSA-особливості | API (версія) | API (версія) | API (версія) | API (версія) | API (версія) | GFLOPS(@ 450 МГц) FP32/FP16 |
| Модель  | Дата випуску   | Кластери | Площа ядра (мм2) | Конфігурація ядра | Доріжки SIMD | МПолігонів/с         | (ГП/с)               | (ГТ/с)               | Ширина шини (біт) | HSA-особливості | Vulkan       | OpenGL ES    | OpenGL       | OpenCL       | Direct3D     | GFLOPS(@ 450 МГц) FP32/FP16 |
| ------- | -------------- | -------- | ---------------- | ----------------- | ------------ | -------------------- | -------------------- | -------------------- | ----------------- | --------------- | ------------ | ------------ | ------------ | ------------ | ------------ | --------------------------- |
| GX6240  | Січень 2014    | 2        | ??@28 нм         | 2/4               | 64/128       | ?                    | ??                   | ?                    | ?                 | ?               | 1.1          | 3.1          | 3.3          | 1.2          | 10.0         | 57.6/115.2                  |
| GX6250  | Січень 2014    | 2        | ??@28 нм         | 2/4               | 64/128       | 35                   | 2.8                  | 2.8                  | 128               | ?               | 1.1          | 3.1          | 3.3          | 1.2          | 10.0         | 57.6/115.2                  |
| GX6450  | Січень 2014    | 4        | 19.1@28 нм       | 4/8               | 128/256      | ?                    | ??                   | ?                    | ?                 | ?               | 1.1          | 3.1          | 3.3          | 1.2          | 10.0         | 115.2/230.4                 |
| GX6650  | Січень 2014    | 6        | ??@28 нм         | 6/12              | 192/384      | ?                    | ??                   | ?                    | ?                 | ?               | 1.1          | 3.1          | 3.3          | 1.2          | 10.0         | 172.8/345.6                 |
| GXA6850 | Не анонсований | 8        | 38@28 нм         | 8/16              | 256/512      | ?                    | ??                   | ?                    | 128               | ?               | 1.1          | 3.1          | 3.3          | 1.2          | 10.0         | 230.4/460.8                 |

### Series7XE (Rogue)
Графічні процесори PowerVR Series 7XE були анонсовані 10 листопада 2014 року. Було оголошено, що серія 7XE містила найменший графічний процесор, сумісний із Android Extension Pack. Компанії вдалося покращити енергоефективність та зменшити фізичні розміри чипів, хоча у плані архітектури вони практично не відрізняються від представників сімейства PowerVR Series6XT.
| Модель | Дата випуску  | Кластери | Площа ядра (мм2) | Конфігурація ядра | Доріжки SIMD | Швидкість заповнення | Швидкість заповнення | Швидкість заповнення | Ширина шини (біт) | HSA-особливості | API (версія) | API (версія) | API (версія) | API (версія)           | API (версія) | GFLOPS(@ 600 МГц) |
| Модель | Дата випуску  | Кластери | Площа ядра (мм2) | Конфігурація ядра | Доріжки SIMD | МПолігонів/с         | (ГП/с)               | (ГТ/с)               | Ширина шини (біт) | HSA-особливості | Vulkan       | OpenGL ES    | OpenGL       | OpenCL                 | Direct3D     | GFLOPS(@ 600 МГц) |
| ------ | ------------- | -------- | ---------------- | ----------------- | ------------ | -------------------- | -------------------- | -------------------- | ----------------- | --------------- | ------------ | ------------ | ------------ | ---------------------- | ------------ | ----------------- |
| GE7400 | Листопад 2014 | 0.5      |                  |                   |              |                      |                      |                      |                   |                 | 1.1          | 3.1          |              | 1.2 вбудований профіль | 9.0 L3       | 19.2              |
| GE7800 | Листопад 2014 | 1        |                  |                   |              |                      |                      |                      |                   |                 | 1.1          | 3.1          | 38.4         | 1.2 вбудований профіль | 9.0 L3       |                   |

### Series7XT (Rogue)
Графічні процесори PowerVR Series7XT доступні в конфігураціях від двох до 16 кластерів, пропонуючи різко масштабовану продуктивність від 100 GFLOPS до 1,5 TFLOPS. GT7600 використовується в моделях Apple iPhone 6s і iPhone 6s Plus (випущених у 2015 році), а також моделі Apple iPhone SE (випущена в 2016 році) і Apple iPad моделі 2017 року відповідно. Не анонсований варіант із 12 кластерами використовувався в Apple A9X SoC для їхніх моделей iPad Pro (випущених у 2015 році). 
Графічні процесори PowerVR Series 7XT були представлені 10 листопада 2014 року.
| Модель  | Дата випуску   | Кластери | Площа ядра (мм2) | Конфігурація ядра | Доріжки SIMD | Швидкість заповнення | Швидкість заповнення | Швидкість заповнення | Ширина шини (біт) | HSA-особливості | API (версія) | API (версія) | API (версія)          | API (версія)                            | API (версія)            | GFLOPS(@ 650 МГц) FP32/FP16 |
| Модель  | Дата випуску   | Кластери | Площа ядра (мм2) | Конфігурація ядра | Доріжки SIMD | МПолігонів/с         | (ГП/с)               | (ГТ/с)               | Ширина шини (біт) | HSA-особливості | Vulkan       | OpenGL ES    | OpenGL                | OpenCL                                  | Direct3D                | GFLOPS(@ 650 МГц) FP32/FP16 |
| ------- | -------------- | -------- | ---------------- | ----------------- | ------------ | -------------------- | -------------------- | -------------------- | ----------------- | --------------- | ------------ | ------------ | --------------------- | --------------------------------------- | ----------------------- | --------------------------- |
| GT7200  | Листопад 2014  | 2        |                  | 2/4               | 64/128       |                      |                      |                      |                   |                 | 1.1          | 3.1          | 3.3 (4.4 опціонально) | 1.2 вбудований профіль (FP опціонально) | 10.0 (11.2 опціонально) | 83.2/166.4                  |
| GT7400  | Листопад 2014  | 4        |                  | 4/8               | 128/256      |                      |                      |                      |                   |                 | 1.1          | 3.1          | 3.3 (4.4 опціонально) | 1.2 вбудований профіль (FP опціонально) | 10.0 (11.2 опціонально) | 166.4/332.8                 |
| GT7600  | Листопад 2014  | 6        |                  | 6/12              | 192/384      |                      |                      |                      |                   |                 | 1.1          | 3.1          | 3.3 (4.4 опціонально) | 1.2 вбудований профіль (FP опціонально) | 10.0 (11.2 опціонально) | 249.6/499.2                 |
| GT7800  | Листопад 2014  | 8        |                  | 8/16              | 256/512      |                      |                      |                      |                   |                 | 1.1          | 3.1          | 3.3 (4.4 опціонально) | 1.2 вбудований профіль (FP опціонально) | 10.0 (11.2 опціонально) | 332.8/665.6                 |
| GTA7850 | Не анонсований | 12       |                  | 12/24             | 384/768      |                      |                      |                      |                   |                 | 1.1          | 3.1          | 3.3 (4.4 опціонально) | 1.2 вбудований профіль (FP опціонально) | 10.0 (11.2 опціонально) | 499.2/998.4                 |
| GT7900  | Листопад 2014  | 16       |                  | 16/32             | 512/1024     |                      |                      |                      |                   |                 | 1.1          | 3.1          | 3.3 (4.4 опціонально) | 1.2 вбудований профіль (FP опціонально) | 10.0 (11.2 опціонально) | 665.6/1331.2                |

Графічні процесори PowerVR Series7XT Plus є еволюцією сімейства Series7XT і додають спеціальні функції, призначені для прискорення комп’ютерного зору на мобільних і вбудованих пристроях, включаючи нові шляхи даних INT16 і INT8, які підвищують продуктивність до 4 разів для ядер OpenVX. Подальші вдосконалення спільної віртуальної пам’яті також забезпечують підтримку OpenCL 2.0. GT7600 Plus використовується в моделях Apple iPhone 7 і iPhone 7 Plus (випущених у 2016 році), а також моделі Apple iPad (випущеному в 2018 році).
Графічні процесори PowerVR Series 7XT Plus були анонсовані на Міжнародній виставці CES, у Лас-Вегасі – 6 січня 2016 року.
Series7XT Plus забезпечує до 4-кратного збільшення продуктивності для додатків бачення.
| Модель      | Дата випуску | Кластери | Площа ядра (мм2) | Конфігурація ядра | Доріжки SIMD | Швидкість заповнення | Швидкість заповнення | Швидкість заповнення | Ширина шини (біт) | HSA-особливість | API (версія) | API (версія) | API (версія)          | API (версія) | API (версія) | API (версія) | GFLOPS(@ 900 МГц) FP32/FP16 |
| Модель      | Дата випуску | Кластери | Площа ядра (мм2) | Конфігурація ядра | Доріжки SIMD | МПолігонів/с         | (ГП/с)               | (ГТ/с)               | Ширина шини (біт) | HSA-особливість | Vulkan (API) | OpenGL ES    | OpenGL                | OpenVX       | OpenCL       | Direct3D     | GFLOPS(@ 900 МГц) FP32/FP16 |
| ----------- | ------------ | -------- | ---------------- | ----------------- | ------------ | -------------------- | -------------------- | -------------------- | ----------------- | --------------- | ------------ | ------------ | --------------------- | ------------ | ------------ | ------------ | --------------------------- |
| GT7200 Plus | Січень 2016  | 2        | ?                | 2/4               | 64/128       |                      | 4                    | 4                    |                   |                 | 1.1          | 3.2          | 3.3 (4.4 опціонально) | 1.0.1        | 2.0          | ??           | 115.2/230.4                 |
| GT7400 Plus | Січень 2016  | 4        | ?                | 4/8               | 128/256      |                      | 8                    | 8                    |                   |                 | 1.1          | 3.2          | 3.3 (4.4 опціонально) | 1.0.1        | 2.0          | ??           | 230.4/460.8                 |
| GT7600 Plus | Червень 2016 | 6        | ??@10 нм         | 6/12              | 192/384      |                      | 12                   | 12                   |                   |                 | 1.1          | 3.2          | 4.4                   | 1.0.1        | 2.0          | 12           | 345.6/691.2                 |

Графічні процесори розроблені, щоб запропонувати покращену ефективність внутрішньої системи, покращену енергоефективність та скорочену пропускну здатність для бачення та обчислювальної фотографії в споживчих пристроях, смартфонах середнього та популярного рівня, планшетах та автомобільних системах, таких як передові системи допомоги водієві (ADAS), інформаційно-розважальні, комп'ютерного зору і передову обробка для комбінацій приладів.
Нові графічні процесори включають нові покращення набору функцій з акцентом на обчислення наступного покоління:
У 4 рази вища продуктивність для алгоритмів OpenVX/vision порівняно з попереднім поколінням завдяки покращеній цілочисельній (INT) продуктивності (2x INT16; 4x INT8)
Покращення пропускної здатності та затримки за рахунок спільної віртуальної пам’яті (SVM) у OpenCL 2.0 
Динамічний паралелізм для більш ефективного виконання та контролю завдяки підтримці черги пристроїв у OpenCL 2.0

### Series8XE (Rogue)
Графічні процесори PowerVR Series8XE підтримують OpenGL ES 3.2 і Vulkan 1.x і доступні в конфігураціях 1, 2, 4 і 8 пікселів/частоту, забезпечуючи новітні ігри та програми та ще більше знижуючи вартість високоякісних інтерфейсів, чутливих до вартості. пристроїв. PowerVR Series 8XE було анонсовано 22 лютого 2016 року на Mobile World Congress 2016. Є ітерація мікроархітектури Rogue і цільовий ринок графічних процесорів SoC початкового рівня.. Нові графічні процесори покращують продуктивність/мм2 для найменшого силіконового сліду та профілю потужності, а також включають апаратну віртуалізацію та багатодоменну безпеку. Новіша модель була випущена пізніше в січні 2017 року з новою частиною низького та високого класу.
| Модель | Дата випуску | Кластери | Площа ядра (мм2) | Конфігурація ядра | Доріжки SIMD | Швидкість заповнення | Швидкість заповнення | Швидкість заповнення | Ширина шини (біт) | HSA-особливості | API (версія) | API (версія) | API (версія) | API (версія) | API (версія) | API (версія)      | GFLOPS(@ 650 МГц) FP32/FP16 |
| Модель | Дата випуску | Кластери | Площа ядра (мм2) | Конфігурація ядра | Доріжки SIMD | МПолігонів/с         | (ГП/с)               | (ГТ/с)               | Ширина шини (біт) | HSA-особливості | Vulkan (API) | OpenGL ES    | OpenGL       | OpenVX       | OpenCL       | Direct3D          | GFLOPS(@ 650 МГц) FP32/FP16 |
| ------ | ------------ | -------- | ---------------- | ----------------- | ------------ | -------------------- | -------------------- | -------------------- | ----------------- | --------------- | ------------ | ------------ | ------------ | ------------ | ------------ | ----------------- | --------------------------- |
| GE8100 | Січень 2017  | 0.25 USC |                  | ?                 | ?            |                      | 0.65                 | 0.65                 |                   |                 | 1.1          | 3.2          | ?            | 1.1          | 1.2 EP       | 9.3 (опціонально) | 10.4 / 20.8                 |
| GE8200 | Лютий 2016   | 0.25 USC |                  | ?                 | ?            |                      | 1.3                  | 1.3                  |                   |                 | 1.1          | 3.2          | ?            | 1.1          | 1.2 EP       | 9.3 (опціонально) | 10.4 / 20.8                 |
| GE8300 | Лютий 2016   | 0.5 USC  |                  | ?                 | ?            | 0.5                  | 2.6                  | 2.6                  |                   |                 | 1.1          | 3.2          | ?            | 1.1          | 1.2 EP       | 9.3 (опціонально) | 20.8 / 41.6                 |
| GE8310 | Лютий 2016   | 0.5 USC  |                  | ?                 | ?            | 0.5                  | 2.6                  | 2.6                  |                   |                 | 1.1          | 3.2          | ?            | 1.1          | 1.2 EP       | 9.3 (опціонально) | 20.8 / 41.6                 |
| GE8430 | Січень 2017  | 2 USC    |                  | ?                 | ?            |                      | 5.2                  | 5.2                  |                   |                 | 1.1          | 3.2          | ?            | 1.1          | 1.2 EP       | 9.3 (опціонально) | 83.2 / 166.4                |

### Series8XEP (Rogue)
PowerVR Series8XEP було анонсовано у січні 2017 року. Є ітерація мікроархітектури Rogue і орієнтована на ринок графічних процесорів середнього класу, на 1080p. Series8XEP залишається зосередженим на розмірі кристалу та продуктивності на одиницю
| Модель | Дата випуску | Кластери | Площа ядра (мм2) | Конфігурація ядра | Доріжки SIMD | Швидкість заповнення | Швидкість заповнення | Швидкість заповнення | Ширина шини (біт) | HSA-особливості | API (версія) | API (версія) | API (версія) | API (версія) | API (версія) | API (версія) | GFLOPS(@ 650 МГц) FP32/FP16 |
| Модель | Дата випуску | Кластери | Площа ядра (мм2) | Конфігурація ядра | Доріжки SIMD | МПолігонів/с         | (ГП/с)               | (ГТ/с)               | Ширина шини (біт) | HSA-особливості | Vulkan (API) | OpenGL ES    | OpenGL       | OpenVX       | OpenCL       | Direct3D     | GFLOPS(@ 650 МГц) FP32/FP16 |
| ------ | ------------ | -------- | ---------------- | ----------------- | ------------ | -------------------- | -------------------- | -------------------- | ----------------- | --------------- | ------------ | ------------ | ------------ | ------------ | ------------ | ------------ | --------------------------- |
| GE8320 | Січень 2017  | 1 USC    |                  | ?                 | ?            |                      | 2.6                  | 2.6                  |                   |                 | 1.1          | 3.2          | ?            | 1.1          | 1.2 EP       | ?            | 41.6 / 83.2                 |
| GE8325 | Січень 2017  | 1 USC    |                  | ?                 | ?            |                      | 2.6                  | 2.6                  |                   |                 | 1.1          | 3.2          | ?            | 1.1          | 1.2 EP       | ?            | 41.6 / 83.2                 |
| GE8340 | Січень 2017  | 2 USC    |                  | ?                 | ?            |                      | 2.6                  | 2.6                  |                   |                 | 1.1          | 3.2          | ?            | 1.1          | 1.2 EP       | ?            | 83.2 / 166.4                |

### Series8XT (Furian)
Furian, анонсований 8 березня 2017 року, є першою новою архітектурою PowerVR після того, як Rogue був представлений п’ятьма роками раніше.
PowerVR Series 8XT було анонсовано 8 березня 2017 року. Це перший графічний процесор серії, заснований на новій архітектурі Furian. За даними Imagination, GFLOPS/мм2 покращено на 35%, а швидкість заповнення/мм2 покращено на 80% порівняно з серією 7XT Plus на тому ж вузлі. Конкретні проєкти не оголошуються станом на березень 2017 року. Series8XT має 32-широкий конвеєрний кластер.
| Модель | Дата випуску  | Кластери | Площа ядра (мм2) | Конфігурація ядра | Доріжки SIMD | Швидкість заповнення | Швидкість заповнення | Швидкість заповнення | Ширина шини (біт) | HSA-особливості | API (версія) | API (версія) | API (версія) | API (версія) | API (версія) | API (версія) | GFLOPS FP32/FP16 per clock |
| Модель | Дата випуску  | Кластери | Площа ядра (мм2) | Конфігурація ядра | Доріжки SIMD | МПолігонів/с         | (ГП/с)               | (ГТ/с)               | Ширина шини (біт) | HSA-особливості | Vulkan (API) | OpenGL ES    | OpenGL       | OpenVX       | OpenCL       | Direct3D     | GFLOPS FP32/FP16 per clock |
| ------ | ------------- | -------- | ---------------- | ----------------- | ------------ | -------------------- | -------------------- | -------------------- | ----------------- | --------------- | ------------ | ------------ | ------------ | ------------ | ------------ | ------------ | -------------------------- |
| GT8525 | Березень 2017 | 2        |                  | 2/?               | 64           |                      | 8                    | 8                    |                   |                 | 1.1          | 3.2+         | ?            | 1.1          | 2.0          | ?            | 192/96                     |
| GT8540 | Січень 2018   | 4        |                  | 4/?               | 128          |                      | 16                   | 16                   |                   |                 | 1.1          | 3.2          | ?            | 1.1          | 2.0          | ?            | 384/192                    |

### Series9XE (Rogue)
Анонсований у вересні 2017 року, сімейство графічних процесорів Series9XE економить до 25% пропускної спроможності в порівнянні з графічними процесорами попереднього покоління. Сімейство Series9XE призначене для приставок (STB), цифрових телевізорів (DTV) і недорогих смартфонів.
Примітка. Дані в таблиці наведено для кластера.
| Модель | Дата випуску  | Кластери | Площа ядра (мм2) | Конфігурація ядра | Доріжки SIMD | Швидкість заповнення | Швидкість заповнення | Швидкість заповнення | Ширина шини (біт) | HSA-особливості | API (версія) | API (версія) | API (версія)  | API (версія) | API (версія) | API (версія) | GFLOPS        |
| Модель | Дата випуску  | Кластери | Площа ядра (мм2) | Конфігурація ядра | Доріжки SIMD | МПолігонів/с         | (ГП/с)               | (ГТ/с)               | Ширина шини (біт) | HSA-особливості | Vulkan (API) | OpenGL ES    | OpenGL        | OpenVX       | OpenCL       | Direct3D     | GFLOPS        |
| ------ | ------------- | -------- | ---------------- | ----------------- | ------------ | -------------------- | -------------------- | -------------------- | ----------------- | --------------- | ------------ | ------------ | ------------- | ------------ | ------------ | ------------ | ------------- |
| GE9000 | Вересень 2017 | 0.25     |                  | 16/1              |              |                      | 0.65 @650 МГц        | 0.65 @650 МГц        |                   |                 | 1.1          | 3.2          |               | 1            | 1.2 EP       |              | 10.4 @650 МГц |
| GE9100 | Вересень 2017 | 0.25     |                  | 16/2              |              |                      | 1.3 @650 МГц         | 1.3 @650 МГц         |                   |                 | 1.1          | 3.2          | 10.4 @650 МГц | 1            | 1.2 EP       |              |               |
| GE9115 | Січень 2018   | 0.5      |                  | 32/2              |              |                      | 1.3 @650 МГц         | 1.3 @650 МГц         |                   |                 | 1.1          | 3.2          | 20.8 @650 МГц | 1            | 1.2 EP       |              |               |
| GE9210 | Вересень 2017 | 0.5      |                  | 32/4              |              |                      | 2.6 @650 МГц         | 2.6 @650 МГц         |                   |                 | 1.1          | 3.2          | 20.8 @650 МГц | 1            | 1.2 EP       |              |               |
| GE9215 | Січень 2018   | 0.5      |                  | 32/4              |              |                      | 2.6 @650 МГц         | 2.6 @650 МГц         |                   |                 | 1.1          | 3.2          | 20.8 @650 МГц | 1            | 1.2 EP       |              |               |
| GE9420 | Вересень 2017 |          |                  |                   |              |                      |                      |                      |                   |                 | 1.1          | 3.2          |               | 1            | 1.2 EP       |              |               |

### Series9XM (Rogue)
Сімейство графічних процесорів Series9XM досягає до 50% кращої продуктивності, ніж попереднє покоління 8XEP.  Сімейство Series9XM націлено на SoC для смартфонів середнього класу.
| Модель        | Дата випуску  | Кластери | Площа ядра (мм2) | Конфігурація ядра | Доріжки SIMD | Швидкість заповнення | Швидкість заповнення | Швидкість заповнення | Ширина шини (біт) | HSA-особливості | API (версія) | API (версія) | API (версія) | API (версія) | API (версія) | API (версія) | GFLOPS        |
| Модель        | Дата випуску  | Кластери | Площа ядра (мм2) | Конфігурація ядра | Доріжки SIMD | МПолігонів/с         | (ГП/с)               | (ГТ/с)               | Ширина шини (біт) | HSA-особливості | Vulkan (API) | OpenGL ES    | OpenGL       | OpenVX       | OpenCL       | Direct3D     | GFLOPS        |
| ------------- | ------------- | -------- | ---------------- | ----------------- | ------------ | -------------------- | -------------------- | -------------------- | ----------------- | --------------- | ------------ | ------------ | ------------ | ------------ | ------------ | ------------ | ------------- |
| GM9220        | Вересень 2017 | 1        |                  | 64/4              |              |                      | 2.6 @650 МГц         | 2.6 @650 МГц         |                   |                 | 1.1          | 3.2          |              | 1            | 1.2 EP       |              | 41.6 @650 МГц |
| Вересень 2017 | 2             |          | 128/4            |                   |              | 2.6 @650 МГц         | 2.6 @650 МГц         |                      |                   | 83.2 @650 МГц   | 1.1          | 3.2          |              | 1            | 1.2 EP       |              |               |

### Series9XEP (Rogue)
Сімейство графічних процесорів Series9XEP було анонсовано 4 грудня 2018 року. Сімейство Series9XEP підтримує стиснення зображень PVRIC4.  Сімейство Series9XEP націлено на приставки (STB), цифрові телевізори (DTV) і SoC для смартфонів низького класу. 
| Модель | Дата випуску | Кластери | Площа ядра (мм2) | Конфігурація ядра | Доріжки SIMD | Швидкість заповнення | Швидкість заповнення | Швидкість заповнення | Ширина шини (біт) | HSA-особливості | API (версія) | API (версія) | API (версія)  | API (версія) | API (версія) | API (версія) | GFLOPS        |
| Модель | Дата випуску | Кластери | Площа ядра (мм2) | Конфігурація ядра | Доріжки SIMD | МПолігонів/с         | (ГП/с)               | (ГТ/с)               | Ширина шини (біт) | HSA-особливості | Vulkan (API) | OpenGL ES    | OpenGL        | OpenVX       | OpenCL       | Direct3D     | GFLOPS        |
| ------ | ------------ | -------- | ---------------- | ----------------- | ------------ | -------------------- | -------------------- | -------------------- | ----------------- | --------------- | ------------ | ------------ | ------------- | ------------ | ------------ | ------------ | ------------- |
| GE9608 | Грудень 2018 | 0.5      |                  | 32/?              |              |                      | ?                    | ?                    |                   |                 | 1.1          | 3.2          |               | 1            | 1.2 EP       |              | 20.8 @650 МГц |
| GE9610 | Грудень 2018 | 0.5      |                  | 32/?              |              |                      | ?                    | ?                    |                   |                 | 1.1          | 3.2          |               | 1            | 1.2 EP       |              | 20.8 @650 МГц |
| GE9710 | Грудень 2018 | 0.5      |                  | 32/?              |              |                      | ?                    | ?                    |                   |                 | 1.1          | 3.2          |               | 1            | 1.2 EP       |              | 20.8 @650 МГц |
| GE9920 | Грудень 2018 | 1        |                  | 64/?              |              |                      | ?                    | ?                    |                   |                 | 1.1          | 3.2          | 41.6 @650 МГц | 1            | 1.2 EP       |              |               |

### Series9XMP (Rogue)
Сімейство графічних процесорів Series9XMP було анонсовано 4 грудня 2018 року. Сімейство Series9XMP підтримує стиснення зображень PVRIC4.Сімейство Series9XMP націлена на SoC для смартфонів середнього класу.
| Модель | Дата випуску | Кластери | Площа ядра (мм2) | Конфігурація ядра | Доріжки SIMD | Швидкість заповнення | Швидкість заповнення | Швидкість заповнення | Ширина шини (біт) | HSA-особливості | API (версія) | API (версія) | API (версія) | API (версія) | API (версія) | API (версія) | GFLOPS        |
| Модель | Дата випуску | Кластери | Площа ядра (мм2) | Конфігурація ядра | Доріжки SIMD | МПолігонів/с         | (ГП/с)               | (ГТ/с)               | Ширина шини (біт) | HSA-особливості | Vulkan (API) | OpenGL ES    | OpenGL       | OpenVX       | OpenCL       | Direct3D     | GFLOPS        |
| ------ | ------------ | -------- | ---------------- | ----------------- | ------------ | -------------------- | -------------------- | -------------------- | ----------------- | --------------- | ------------ | ------------ | ------------ | ------------ | ------------ | ------------ | ------------- |
| GM9740 | Грудень 2018 | 2        |                  | 128/?             |              |                      | ?                    | ?                    |                   |                 | 1.1          | 3.2          |              | 1            | 1.2 EP       |              | 83.2 @650 МГц |

### Series9XTP (Furian)
Сімейство графічних процесорів Series9XTP було анонсовано 4 грудня 2018 року. Сімейство Series9XTP підтримує стиснення зображень PVRIC4. Сімейство Series9XTP націлено на високоякісні SoC для смартфонів. Series9XTP має 40-широкого конвеєрного кластеру.

### IMG A-Series (Albiorix)
Графічні процесори A-серії забезпечують до 250% кращу продуктивность, ніж попередні серії 9. Ці графічні процесори більше не називаються PowerVR, вони називаються IMG. 2 січня 2020 року компанія Imagination Technologies підписала нову «багаторічну угоду про оренду» з Apple для інтеграції в майбутні пристрої iOS. Відновлення партнерства між двома компаніями відбувається після закінчення терміну дії ліцензій Apple на IP-телефонію Imagination graphics в кінці 2019 року.
| Модель          | Дата випуску | Кластери | Площа ядра (мм2) | Конфігурація ядра | Доріжки SIMD | Швидкість заповнення | Швидкість заповнення | Швидкість заповнення | Ширина шини (біт) | HSA-особливості | API (версія) | API (версія) | API (версія) | API (версія) | API (версія) | API (версія) | GFLOPS (FP32) @1 ГГц |
| Модель          | Дата випуску | Кластери | Площа ядра (мм2) | Конфігурація ядра | Доріжки SIMD | МПолігонів/с         | (ГП/с)               | (ГТ/с)               | Ширина шини (біт) | HSA-особливості | Vulkan (API) | OpenGL ES    | OpenGL       | OpenVX       | OpenCL       | Direct3D     | GFLOPS (FP32) @1 ГГц |
| --------------- | ------------ | -------- | ---------------- | ----------------- | ------------ | -------------------- | -------------------- | -------------------- | ----------------- | --------------- | ------------ | ------------ | ------------ | ------------ | ------------ | ------------ | -------------------- |
| IMG AXE-1-16    | Грудень 2019 | ?        |                  | ?                 |              |                      | ?                    | 1                    |                   |                 | 1.1          | 3.x          | ?            | ?            | 1.2 EP       | ?            | 16                   |
| IMG AXE-2-16    | Грудень 2019 | ?        |                  | ?                 |              |                      |                      | 2                    |                   |                 | 1.1          | 3.x          | ?            | ?            |              | ?            | 16                   |
| IMG AXM-8-256   | Грудень 2019 | ?        |                  | ?                 |              |                      | ?                    | 8                    |                   |                 | 1.1          | 3.x          | ?            | ?            | 2.0 EP       | ?            | 256                  |
| IMG AXT-16-512  | Грудень 2019 | 2        |                  | ?                 |              |                      |                      | 16                   |                   |                 | 1.1          | 3.x          | ?            | ?            | 2.0 EP       | ?            | 512                  |
| IMG AXT-32-1024 | Грудень 2019 | 4        |                  | ?                 |              |                      |                      | 32                   |                   |                 | 1.1          | 3.x          | ?            | ?            | 2.0 EP       | ?            | 1024                 |
| IMG AXT-48-1536 | Грудень 2019 | 6        |                  | ?                 |              |                      |                      | 48                   |                   |                 | 1.1          | 3.x          | ?            | ?            | 2.0 EP       | ?            | 1536                 |
| IMG AXT-64-2048 | Грудень 2019 | 8        |                  | ?                 |              |                      |                      | 64                   |                   |                 | 1.1          | 3.x          | ?            | ?            | 2.0 EP       | ?            | 2048                 |

### IMG B-Series
Графічні процесори B-серії пропонують на 25% менший простір для кристалів і на 30% меншу потужність, ніж у попередньої A-серії.
| Модель              | Дата випуску | Кластери | Площа ядра (мм2) | Конфігурація ядра | Доріжки SIMD | Швидкість заповнення | Швидкість заповнення | Швидкість заповнення | Ширина шини (біт) | HSA-особливості | API (версія) | API (версія) | API (версія) | GFLOPS (FP32) @1 ГГц |
| Модель              | Дата випуску | Кластери | Площа ядра (мм2) | Конфігурація ядра | Доріжки SIMD | МПолігонів/с         | (ГП/с)               | (ГТ/с)               | Ширина шини (біт) | HSA-особливості | Vulkan (API) | OpenGL ES    | OpenCL       | GFLOPS (FP32) @1 ГГц |
| ------------------- | ------------ | -------- | ---------------- | ----------------- | ------------ | -------------------- | -------------------- | -------------------- | ----------------- | --------------- | ------------ | ------------ | ------------ | -------------------- |
| IMG BXE-1-16        | Жовтень 2020 |          |                  |                   |              |                      |                      |                      |                   |                 | 1.2          | 3.x          | 3.0          |                      |
| IMG BXE-2-32        | Жовтень 2020 |          |                  |                   |              |                      |                      |                      |                   |                 | 1.2          | 3.x          | 3.0          |                      |
| IMG BXE-4-32        | Жовтень 2020 |          |                  |                   |              |                      |                      |                      |                   |                 | 1.2          | 3.x          | 3.0          |                      |
| IMG BXE-4-32 MC2    | Жовтень 2020 |          |                  |                   |              |                      |                      |                      |                   |                 | 1.2          | 3.x          | 3.0          |                      |
| IMG BXE-4-32 MC3    | Жовтень 2020 |          |                  |                   |              |                      |                      |                      |                   |                 | 1.2          | 3.x          | 3.0          |                      |
| IMG BXE-4-32 MC4    | Жовтень 2020 |          |                  |                   |              |                      |                      |                      |                   |                 | 1.2          | 3.x          | 3.0          |                      |
| IMG BXM-4-64 MC1    | Жовтень 2020 |          |                  |                   |              |                      |                      |                      |                   |                 | 1.2          | 3.x          | 3.0          |                      |
| IMG BXM-4-64 MC2    | Жовтень 2020 |          |                  |                   |              |                      |                      |                      |                   |                 | 1.2          | 3.x          | 3.0          |                      |
| IMG BXM-4-64 MC3    | Жовтень 2020 |          |                  |                   |              |                      |                      |                      |                   |                 | 1.2          | 3.x          | 3.0          |                      |
| IMG BXM-4-64 MC4    | Жовтень 2020 |          |                  |                   |              |                      |                      |                      |                   |                 | 1.2          | 3.x          | 3.0          |                      |
| IMG BXM-8-256       | Жовтень 2020 |          |                  |                   |              |                      |                      |                      |                   |                 | 1.2          | 3.x          | 3.0          |                      |
| IMG BXS-1-16        | Жовтень 2020 |          |                  |                   |              |                      |                      |                      |                   |                 | 1.2          | 3.x          | 3.0          |                      |
| IMG BXS-2-32        | Жовтень 2020 |          |                  |                   |              |                      |                      |                      |                   |                 | 1.2          | 3.x          | 3.0          |                      |
| IMG BXS-2-32 MC2    | Жовтень 2020 |          |                  |                   |              |                      |                      |                      |                   |                 | 1.2          | 3.x          | 3.0          |                      |
| IMG BXS-4-32 MC1    | Жовтень 2020 |          |                  |                   |              |                      |                      |                      |                   |                 | 1.2          | 3.x          | 3.0          |                      |
| IMG BXS-4-32 MC2    | Жовтень 2020 |          |                  |                   |              |                      |                      |                      |                   |                 | 1.2          | 3.x          | 3.0          |                      |
| IMG BXS-4-32 MC3    | Жовтень 2020 |          |                  |                   |              |                      |                      |                      |                   |                 | 1.2          | 3.x          | 3.0          |                      |
| IMG BXS-4-32 MC4    | Жовтень 2020 |          |                  |                   |              |                      |                      |                      |                   |                 | 1.2          | 3.x          | 3.0          |                      |
| IMG BXS-4-64 MC1    | Жовтень 2020 |          |                  |                   |              |                      |                      |                      |                   |                 | 1.2          | 3.x          | 3.0          |                      |
| IMG BXS-4-64 MC2    | Жовтень 2020 |          |                  |                   |              |                      |                      |                      |                   |                 | 1.2          | 3.x          | 3.0          |                      |
| IMG BXS-4-64 MC3    | Жовтень 2020 |          |                  |                   |              |                      |                      |                      |                   |                 | 1.2          | 3.x          | 3.0          |                      |
| IMG BXS-4-64 MC4    | Жовтень 2020 |          |                  |                   |              |                      |                      |                      |                   |                 | 1.2          | 3.x          | 3.0          |                      |
| IMG BXS-8-256       | Жовтень 2020 |          |                  |                   |              |                      |                      |                      |                   |                 | 1.2          | 3.x          | 3.0          |                      |
| IMG BXS-16-512      | Жовтень 2020 |          |                  |                   |              |                      |                      |                      |                   |                 | 1.2          | 3.x          | 3.0          |                      |
| IMG BXS-32-1024 MC1 | Жовтень 2020 |          |                  |                   |              |                      |                      |                      |                   |                 | 1.2          | 3.x          | 3.0          |                      |
| IMG BXS-32-1024 MC2 | Жовтень 2020 |          |                  |                   |              |                      |                      |                      |                   |                 | 1.2          | 3.x          | 3.0          |                      |
| IMG BXS-32-1024 MC3 | Жовтень 2020 |          |                  |                   |              |                      |                      |                      |                   |                 | 1.2          | 3.x          | 3.0          |                      |
| IMG BXS-32-1024 MC4 | Жовтень 2020 |          |                  |                   |              |                      |                      |                      |                   |                 | 1.2          | 3.x          | 3.0          |                      |
| IMG BXT-16-512      | Жовтень 2020 |          |                  |                   |              |                      |                      |                      |                   |                 | 1.2          | 3.x          | 3.0          |                      |
| IMG BXT-32-1024 MC1 | Жовтень 2020 |          |                  |                   |              |                      |                      |                      |                   |                 | 1.2          | 3.x          | 3.0          |                      |
| IMG BXT-32-1024 MC2 | Жовтень 2020 |          |                  |                   |              |                      |                      |                      |                   |                 | 1.2          | 3.x          | 3.0          |                      |
| IMG BXT-32-1024 MC3 | Жовтень 2020 |          |                  |                   |              |                      |                      |                      |                   |                 | 1.2          | 3.x          | 3.0          |                      |
| IMG BXT-32-1024 MC4 | Жовтень 2020 |          |                  |                   |              |                      |                      |                      |                   |                 | 1.2          | 3.x          | 3.0          |                      |

### IMG C-Series (Photon)
4 листопада 2021 року компанія Imagination Technologies оголосила про нову архітектуру ГПУ C-серію.
Нотатки
1. 1 2 3 4 5 6  Офіційні дані Imgtec
2. ↑  USSE (Універсальний масштабований шейдерний рушій) лінії/TMU
3. ↑  USSE2 (Універсальний масштабований шейдерний рушій 2) лінії/TMU
4. 1 2 3 4 5 6 7 8 9 10 11 12 13 14 15  USC (Уніфікований шейдерний кластер) лінії/TMU на кластер

- Усі моделі підтримують відкладений рендеринг на основі тайлів (TBDR)

## PowerVR Vision & AI

### Series2NX
Сімейство прискорювачів нейронних мереж (NNA) Series2NX було анонсовано 21 вересня 2017 року.
Параметри ядра Series2NX:
| Модель | Дата випуску  | Рушії | 8-бітний TOPS | 16-бітний TOPS | 8-бітний MAC | 16-бітний MAC | API                |
| ------ | ------------- | ----- | ------------- | -------------- | ------------ | ------------- | ------------------ |
| AX2145 | Вересень 2017 | ?     | 1             | 0.5            | 512/clk      | 256/clk       | IMG DNN Android NN |
| AX2185 | Вересень 2017 | 8     | 4.1           | 2.0            | 2048/clk     | 1024/clk      | IMG DNN Android NN |

### Series3NX
Сімейство прискорювачів нейронних мереж (NNA) Series3NX було анонсовано 4 грудня 2018 року.
Параметри ядра Series3NX:
| Модель | Дата випуску | Рушії | 8-бітний TOPS | 16-бітний TOPS | 8-бітний MAC | 16-бітний MAC | API                |
| ------ | ------------ | ----- | ------------- | -------------- | ------------ | ------------- | ------------------ |
| AX3125 | Грудень 2018 | ?     | 0.6           | ?              | 256/clk      | 64/clk        | IMG DNN Android NN |
| AX3145 | Грудень 2018 | ?     | 1.2           | ?              | 512/clk      | 128/clk       | IMG DNN Android NN |
| AX3365 | Грудень 2018 | ?     | 2.0           | ?              | 1024/clk     | 256/clk       | IMG DNN Android NN |
| AX3385 | Грудень 2018 | ?     | 4.0           | ?              | 2048/clk     | 512/clk       | IMG DNN Android NN |
| AX3595 | Грудень 2018 | ?     | 10.0          | ?              | 4096/clk     | 1024/clk      | IMG DNN Android NN |

Багатоядерні варіанти Series3NX
| Модель  | Дата випуску | Рушії | 8-бітний TOPS | 16-бітний TOPS | 8-бітний MAC | 16-бітний MAC | API                |
| ------- | ------------ | ----- | ------------- | -------------- | ------------ | ------------- | ------------------ |
| UH2X40  | Грудень 2018 | 2     | 20.0          | ?              | 8192/clk     | 2048/clk      | IMG DNN Android NN |
| UH4X40  | Грудень 2018 | 4     | 40.0          | ?              | 16384/clk    | 4096/clk      | IMG DNN Android NN |
| UH8X40  | Грудень 2018 | 8     | 80.0          | ?              | 32768/clk    | 8192/clk      | IMG DNN Android NN |
| UH16X40 | Грудень 2018 | 16    | 160.0         | ?              | 65536/clk    | 16384/clk     | IMG DNN Android NN |

#### Series3NX-F
Поряд з сімейством Series3NX було анонсовано ще одно сімейство прискорювачів нейронних мереж (NNA) Series3NX-F. Сімейство Series3NX-F поєднує Series 3NX з підтримкою GPGPU (NNPU) і локальною оперативною пам'яттю. Це дозволяє підтримувати програмованість і рухому кому.

## Реалізація
Варіанти PowerVR ГПУ можна знайти в наступній таблиці систем на чипах (SoC). Реалізації прискорювачів PowerVR у продуктах наведено тут.
| Вендор                | Дата               | Назва SoC                                                                               | Чип PowerVR                          | Частота    | GFLOPS (FP16) |
| --------------------- | ------------------ | --------------------------------------------------------------------------------------- | ------------------------------------ | ---------- | ------------- |
| Texas Instruments     |                    | OMAP 3420                                                                               | SGX530                               | ?          | ?             |
| Texas Instruments     |                    | OMAP 3430                                                                               | SGX530                               | ?          | ?             |
| Texas Instruments     |                    | OMAP 3440                                                                               | SGX530                               | ?          | ?             |
| Texas Instruments     |                    | OMAP 3450                                                                               | SGX530                               | ?          | ?             |
| Texas Instruments     |                    | OMAP 3515                                                                               | SGX530                               | ?          | ?             |
| Texas Instruments     |                    | OMAP 3517                                                                               | SGX530                               | ?          | ?             |
| Texas Instruments     |                    | OMAP 3530                                                                               | SGX530                               | 110 МГц    | 0.88          |
| Texas Instruments     |                    | OMAP 3620                                                                               | SGX530                               | ?          | ?             |
| Texas Instruments     |                    | OMAP 3621                                                                               | SGX530                               | ?          | ?             |
| Texas Instruments     |                    | OMAP 3630                                                                               | SGX530                               | ?          | ?             |
| Texas Instruments     |                    | OMAP 3640                                                                               | SGX530                               | ?          | ?             |
| Texas Instruments     |                    | Sitara AM335x                                                                           | SGX530                               | 200 МГц    | 1.6           |
| Texas Instruments     |                    | Sitara AM3715                                                                           | SGX530                               | ?          | ?             |
| Texas Instruments     |                    | Sitara AM3891                                                                           | SGX530                               | ?          | ?             |
| Texas Instruments     |                    | DaVinci DM3730                                                                          | SGX530                               | ?          | ?             |
| Texas Instruments     |                    | Integra C6A8168                                                                         | SGX530                               | ?          | ?             |
| NEC                   |                    | EMMA Mobile/EV2                                                                         | SGX530                               | ?          | ?             |
| Renesas               |                    | SH-Mobile G3                                                                            | SGX530                               | ?          | ?             |
| Renesas               |                    | SH-Navi3 (SH7776)                                                                       | SGX530                               | ?          | ?             |
| Sigma Designs         |                    | SMP8656                                                                                 | SGX530                               | ?          | ?             |
| Sigma Designs         |                    | SMP8910                                                                                 | SGX530                               | ?          | ?             |
| Texas Instruments     |                    | DM3730                                                                                  | SGX530                               | 200 МГц    | 1.6           |
| MediaTek              |                    | MT6513                                                                                  | SGX531                               | 281 МГц    | 2.25          |
| MediaTek              | 2010               | MT6573                                                                                  | SGX531                               | 281 МГц    | 2.25          |
| MediaTek              | 2012               | MT6575M                                                                                 | SGX531                               | 281 МГц    | 2.25          |
| Trident               |                    | PNX8481                                                                                 | SGX531                               | ?          | ?             |
| Trident               |                    | PNX8491                                                                                 | SGX531                               | ?          | ?             |
| Trident               |                    | HiDTV PRO-SX5                                                                           | SGX531                               | ?          | ?             |
| MediaTek              |                    | MT6515                                                                                  | SGX531                               | 522 МГц    | 4.2           |
| MediaTek              | 2011               | MT6575                                                                                  | SGX531                               | 522 МГц    | 4.2           |
| MediaTek              | MT6517             |                                                                                         | SGX531                               | 522 МГц    | 4.2           |
| MediaTek              | MT6517T            |                                                                                         | SGX531                               | 522 МГц    | 4.2           |
| MediaTek              | 2012               | MT6577                                                                                  | SGX531                               | 522 МГц    | 4.2           |
| MediaTek              | MT6577T            |                                                                                         | SGX531                               | 522 МГц    | 4.2           |
| MediaTek              | MT8317             |                                                                                         | SGX531                               | 522 МГц    | 4.2           |
| MediaTek              | MT8317T            |                                                                                         | SGX531                               | 522 МГц    | 4.2           |
| MediaTek              | MT8377             |                                                                                         | SGX531                               | 522 МГц    | 4.2           |
| NEC                   |                    | NaviEngine EC-4260                                                                      | SGX535                               | ?          | ?             |
| NEC                   | NaviEngine EC-4270 |                                                                                         | SGX535                               | ?          | ?             |
| Intel                 |                    | CE 3100 (Canmore)                                                                       | SGX535                               | ?          | ?             |
| Intel                 |                    | SCH US15/W/L (Poulsbo)                                                                  | SGX535                               | ?          | ?             |
| Intel                 |                    | CE4100 (Sodaville)                                                                      | SGX535                               | ?          | ?             |
| Intel                 |                    | CE4110 (Sodaville)                                                                      | SGX535                               | 200 МГц    | 1.6           |
| Intel                 | CE4130 (Sodaville) |                                                                                         | SGX535                               | 200 МГц    | 1.6           |
| Intel                 |                    | CE4150 (Sodaville)                                                                      | SGX535                               | 400 МГц    | 3.2           |
| Intel                 | CE4170 (Sodaville) |                                                                                         | SGX535                               | 400 МГц    | 3.2           |
| Intel                 | CE4200 (Groveland) |                                                                                         | SGX535                               | 400 МГц    | 3.2           |
| Samsung               |                    | APL0298C05                                                                              | SGX535                               | ?          | ?             |
| Apple                 | 3 квітня 2010      | Apple A4 (iPhone 4)                                                                     | SGX535                               | 200 МГц    | 1.6           |
| Apple                 | 3 квітня 2010      | Apple A4 (iPad)                                                                         | SGX535                               | 250 МГц    | 2.0           |
| Ambarella             |                    | iOne                                                                                    | SGX540                               | ?          | ?             |
| Renesas               |                    | SH-Mobile G4                                                                            | SGX540                               | ?          | ?             |
| Renesas               |                    | SH-Mobile APE4 (R8A73720)                                                               | SGX540                               | ?          | ?             |
| Renesas               |                    | R-Car E2 (R8A7794)                                                                      | SGX540                               | ?          | ?             |
| Ingenic Semiconductor |                    | JZ4780                                                                                  | SGX540                               | ?          | ?             |
| Samsung               | 2010               | Exynos 3110                                                                             | SGX540                               | 200 МГц    | 3.2           |
| Samsung               | 2010               | S5PC110                                                                                 | SGX540                               | 200 МГц    | 3.2           |
| Samsung               | S5PC111            |                                                                                         | SGX540                               | 200 МГц    | 3.2           |
| Samsung               |                    | S5PV210                                                                                 | SGX540                               | ?          | ?             |
| Texas Instruments     | Q1 2011            | OMAP 4430                                                                               | SGX540                               | 307 МГц    | 4.9           |
| Texas Instruments     | Q1 2011            | OMAP 4460                                                                               | SGX540                               | 384 МГц    | 6.1           |
| Intel                 | Q1 2013            | Atom Z2420                                                                              | SGX540                               | 400 МГц    | 6.4           |
| Actions Semiconductor |                    | ATM7021                                                                                 | SGX540                               | 500 МГц    | 8.0           |
| Actions Semiconductor | ATM7021A           |                                                                                         | SGX540                               | 500 МГц    | 8.0           |
| Actions Semiconductor | ATM7029B           |                                                                                         | SGX540                               | 500 МГц    | 8.0           |
| Rockchip              |                    | RK3168                                                                                  | SGX540                               | 600 МГц    | 9.6           |
| Apple                 | 13 листопада 2014  | Apple S1 (Apple Watch)                                                                  | SGX543                               | ?          | ?             |
| Apple                 | 11 березня 2011    | Apple A5 (iPhone 4S, iPod Touch (5‑го покоління))                                       | SGX543 MP2                           | 200 МГц    | 12.8          |
| Apple                 | Березень 2012      | Apple A5 (iPad 2, iPad Mini)                                                            | SGX543 MP2                           | 250 МГц    | 16.0          |
| MediaTek              |                    | MT5327                                                                                  | SGX543 MP2                           | 400 МГц    | 25.6          |
| Renesas               |                    | R-Car H1 (R8A77790)                                                                     | SGX543 MP2                           | ?          | ?             |
| Apple                 | 12 вересня 2012    | Apple A6 (iPhone 5, iPhone 5C)                                                          | SGX543 MP3                           | 250 МГц    | 24.0          |
| Apple                 | 7 березня 2012     | Apple A5X (iPad (3-го покоління))                                                       | SGX543 MP4                           | 250 МГц    | 32.0          |
| Sony                  |                    | CXD53155GG (PS Vita)                                                                    | SGX543 MP4+                          | 41-222 МГц | 5.248-28.416  |
| ST-Ericsson           |                    | Nova A9540                                                                              | SGX544                               | ?          | ?             |
|                       |                    | NovaThor L9540                                                                          | SGX544                               | ?          | ?             |
|                       |                    | NovaThor L8540                                                                          | SGX544                               | 500 МГц    | 16            |
|                       |                    | NovaThor L8580                                                                          | SGX544                               | 600 МГц    | 19.2          |
| MediaTek              | Липень 2013        | MT6589M                                                                                 | SGX544                               | 156 МГц    | 5             |
| MediaTek              | MT8117             |                                                                                         | SGX544                               | 156 МГц    | 5             |
| MediaTek              | MT8121             |                                                                                         | SGX544                               | 156 МГц    | 5             |
| MediaTek              | Березень 2013      | MT6589                                                                                  | SGX544                               | 286 МГц    | 9.2           |
| MediaTek              | MT8389             |                                                                                         | SGX544                               | 286 МГц    | 9.2           |
| MediaTek              |                    | MT8125                                                                                  | SGX544                               | 300 МГц    | 9.6           |
| MediaTek              | Липень 2013        | MT6589T                                                                                 | SGX544                               | 357 МГц    | 11.4          |
| Texas Instruments     | Q2 2012            | OMAP 4470                                                                               | SGX544                               | 384 МГц    | 13.8          |
| Broadcom              |                    | Broadcom M320                                                                           | SGX544                               | ?          | ?             |
| Broadcom              | Broadcom M340      |                                                                                         | SGX544                               | ?          | ?             |
| Actions Semiconductor |                    | ATM7039                                                                                 | SGX544                               | 450 МГц    | 16.2          |
| Allwinner             |                    | Allwinner A31                                                                           | SGX544 MP2                           | 300 МГц    | 19.2          |
| Allwinner             | Allwinner A31S     |                                                                                         | SGX544 MP2                           | 300 МГц    | 19.2          |
| Intel                 | Q2 2013            | Atom Z2520                                                                              | SGX544 MP2                           | 300 МГц    | 21.6          |
| Intel                 | Q2 2013            | Atom Z2560                                                                              | SGX544 MP2                           | 400 МГц    | 25.6          |
| Intel                 | Q2 2013            | Atom Z2580                                                                              | SGX544 MP2                           | 533 МГц    | 34.1          |
| Texas Instruments     | Q2 2013            | OMAP 5430                                                                               | SGX544 MP2                           | 533 МГц    | 34.1          |
| Texas Instruments     | Q2 2013            | OMAP 5432                                                                               | SGX544 MP2                           | 533 МГц    | 34.1          |
| Texas Instruments     | Q4 2018            | Sitara AM6528 Sitara AM6548                                                             | SGX544                               |            |               |
| Allwinner             |                    | Allwinner A83T                                                                          | SGX544 MP2                           | 700 МГц    | 44.8          |
| Allwinner             | Allwinner H8       |                                                                                         | SGX544 MP2                           | 700 МГц    | 44.8          |
| Samsung               | Q2 2013            | Exynos 5410                                                                             | SGX544 MP3                           | 533 МГц    | 51.1          |
| Intel                 |                    | Atom Z2460                                                                              | SGX545                               | 533 МГц    | 8.5           |
| Intel                 | Atom Z2760         |                                                                                         | SGX545                               | 533 МГц    | 8.5           |
| Intel                 |                    | Atom CE5310                                                                             | SGX545                               | ?          | ?             |
| Intel                 |                    | Atom CE5315                                                                             | SGX545                               | ?          | ?             |
| Intel                 |                    | Atom CE5318                                                                             | SGX545                               | ?          | ?             |
| Intel                 |                    | Atom CE5320                                                                             | SGX545                               | ?          | ?             |
| Intel                 |                    | Atom CE5328                                                                             | SGX545                               | ?          | ?             |
| Intel                 |                    | Atom CE5335                                                                             | SGX545                               | ?          | ?             |
| Intel                 |                    | Atom CE5338                                                                             | SGX545                               | ?          | ?             |
| Intel                 |                    | Atom CE5343                                                                             | SGX545                               | ?          | ?             |
| Intel                 |                    | Atom CE5348                                                                             | SGX545                               | ?          | ?             |
| Apple                 | 23 жовтня 2012     | Apple A6X (iPad (4-го покоління))                                                       | SGX554 MP4                           | 300 МГц    | 76.8          |
| Apple                 | Вересень 2016      | Apple S1P (Apple Watch Series 1), Apple S2 (Apple Watch Series 2)                       | Series6 (G6050?)                     | ?          | ?             |
| Rockchip              |                    | RK3368                                                                                  | G6110                                | 600 МГц    | 38.4          |
| MediaTek              | Q1 2014            | MT6595M                                                                                 | G6200 (2 кластера)                   | 450 МГц    | 57.6          |
| MediaTek              | MT8135             |                                                                                         | G6200 (2 кластера)                   | 450 МГц    | 57.6          |
| MediaTek              | Q4 2014            | Helio X10 (MT6795M)                                                                     | G6200 (2 кластера)                   | 550 МГц    | 70.4          |
| MediaTek              | Q4 2014            | Helio X10 (MT6795T)                                                                     | G6200 (2 кластера)                   |            |               |
| MediaTek              | Q1 2014            | MT6595                                                                                  | G6200 (2 кластера)                   | 600 МГц    | 76.8          |
| MediaTek              | Q1 2014            | MT6795                                                                                  | G6200 (2 кластера)                   | 700 МГц    | 89.5          |
| LG                    | Q1 2012            | LG H13                                                                                  | G6200 (2 кластера)                   | 600 МГц    | 76.8          |
| Allwinner             |                    | Allwinner A80                                                                           | G6230 (2 кластера)                   | 533 МГц    | 68.0          |
| Allwinner             | Allwinner A80T     |                                                                                         | G6230 (2 кластера)                   | 533 МГц    | 68.0          |
| Actions Semiconductor |                    | ATM9009                                                                                 | G6230 (2 кластера)                   | 600 МГц    | 76.8          |
| MediaTek              | Q1 2015            | MT8173                                                                                  | GX6250 (2 кластера)                  | 700 МГц    | 89.6          |
| MediaTek              | Q1 2016            | MT8176                                                                                  | GX6250 (2 кластера)                  | 600 МГц    | 76.8          |
| Intel                 | Q1 2014            | Atom Z3460                                                                              | G6400 (4 кластера)                   | 533 МГц    | 136.4         |
| Intel                 | Q1 2014            | Atom Z3480                                                                              | G6400 (4 кластера)                   | 533 МГц    | 136.4         |
| Renesas               |                    | R-Car H2 (R8A7790x)                                                                     | G6400 (4 кластера)                   | 600 МГц    | 153.6         |
| Renesas               |                    | R-Car H3 (R8A7795)                                                                      | GX6650 (6 кластерів)                 | 600 МГц    | 230.4         |
| Apple                 | 10 вересня 2013    | Apple A7 (iPhone 5S, iPad Air, iPad Mini 2, iPad Mini 3)                                | G6430 (4 кластера)                   | 450 МГц    | 115.2         |
| Intel                 | Q2 2014            | Atom Z3530                                                                              | G6430 (4 кластера)                   | 457 МГц    | 117           |
| Intel                 | Q2 2014            | Atom Z3560                                                                              | G6430 (4 кластера)                   | 533 МГц    | 136.4         |
| Intel                 | Q3 2014            | Atom Z3570                                                                              | G6430 (4 кластера)                   | 533 МГц    | 136.4         |
| Intel                 | Q2 2014            | Atom Z3580                                                                              | G6430 (4 кластера)                   | 533 МГц    | 136.4         |
| Apple                 | 9 вересня 2014     | Apple A8 (iPhone 6 / 6 Plus, iPad Mini 4, Apple TV HD, iPod Touch (6‑го покоління))     | GX6450 (4 кластера)                  | 533 МГц    | 136.4         |
| Apple                 | 16 жовтня 2014     | Apple A8X (iPad Air 2)                                                                  | GX6850 (8 кластерів)                 | 533 МГц    | 272.9         |
| Apple                 | 9 вересня 2015     | Apple A9 (iPhone 6S / 6S Plus, iPhone SE, iPad (5‑го покоління))                        | Series7XT GT7600 (6 кластерів)       | 600 МГц    | 230.4         |
| Apple                 | 9 вересня 2015     | Apple A9X (iPad Pro (9.7-дюйма), iPad Pro (12.9-дюйма))                                 | Series7XT GT7800 (12 кластерів)      | >652 МГц   | >500          |
| Apple                 | September 7, 2016  | Apple A10 Fusion (iPhone 7 / 7 Plus & iPad (6‑го покоління))                            | Series7XT GT7600 Plus (6 кластерів)  | 900 МГц    | 345.6         |
| Spreadtrum            | 2017               | SC9861G-IA                                                                              | Series7XT GT7200                     |            |               |
| MediaTek              | Q1 2017            | Helio X30 (MT6799)                                                                      | Series7XT GT7400 Plus (4 кластера)   | 800 МГц    | 204.8         |
| Apple                 | 5 червня 2017      | Apple A10X (iPad Pro (10.5-дюйма), iPad Pro (12.9-дюйма) (2‑го покоління), Apple TV 4K) | Series7XT GT7600 Plus (12 кластерів) | >912 МГц   | >700          |
| Socionext             | 2017               | SC1810                                                                                  | Series8XE                            |            |               |
| Synaptics             | 2017               | Videosmart VS-550 (Berlin BG5CT)                                                        | Series8XE GE8310                     |            |               |
| Mediatek              | 2017               | MT6739                                                                                  | Series8XE GE8100                     |            |               |
| Mediatek              | 2017               | MT8167                                                                                  | Series8XE GE8300                     |            |               |
| Mediatek              | 2018               | Helio A20 (MT6761D)                                                                     | Series8XE GE8300                     |            |               |
| Mediatek              | 2018               | Helio P22 (MT6762)                                                                      | Series8XE GE8320                     |            |               |
| Mediatek              | 2018               | Helio A22 (MT6762M)                                                                     | Series8XE GE8320                     |            |               |
| Mediatek              | 2018               | Helio P35 (MT6765)                                                                      | Series8XE GE8320                     |            |               |
| Mediatek              | 2019               | MT6731                                                                                  | Series8XE GE8100                     |            |               |
| Mediatek              | 2020               | Helio A25                                                                               | Series8XE GE8320                     |            |               |
| Mediatek              | 2020               | Helio G25                                                                               | Series8XE GE8320                     |            |               |
| Mediatek              | 2020               | Helio G35                                                                               | Series8XE GE8320                     |            |               |
| Texas Instruments     | 2020               | TDA4VM                                                                                  | Series8 GE8430                       |            |               |
| Renesas               | 2017               | R-Car D3 (R8A77995)                                                                     | Series8XE GE8300                     |            |               |
| Unisoc (Spreadtrum)   | 2018               | SC9863A                                                                                 | Series8XE GE8322                     |            |               |
| Unisoc (Spreadtrum)   | Q1 2019            | Tiger T310                                                                              | Series8XE GE8300                     |            |               |
| Unisoc (Spreadtrum)   | Q3 2019            | Tiger T710                                                                              | Series9XM GM9446                     |            |               |
| Unisoc (Spreadtrum)   | Q1 2020            | Tiger T7510                                                                             | Series9XM GM9446                     |            |               |
| Mediatek              | 2018               | Helio P90                                                                               | Series9XM GM9446                     |            |               |
| Mediatek              | Q1 2020            | Helio P95                                                                               | Series9XM GM9446                     |            |               |
| Synaptics             | Q1 2020            | Videosmart VS680                                                                        | Series9XE GE9920                     |            |               |
| Semidrive             | Q2 2020            | X9, G9, V9                                                                              | Series9XM                            |            |               |

## Див. Також
Чипсети (SoC):
- Snapdragon (SoC)
- Samsung Exynos (SoC)
- Nvidia Tegra (SoC)
- TI OMAP (SoC)
- HiSilicon K3 (SoC)
- NovaThor (SoC)
- MediaTek (SoC)
- Rockchip (SoC)
- Allwinner Technology
- Apple Ax (SoC)

Графічні процесори (ГПУ):
- Adreno
- Mali